# 스즈키 솔리오
스즈키 솔리오는 일본의 자동차 제조사 스즈키에서 생산 및 판매하는 소형 미니밴이다.

## 왜건 R 와이드

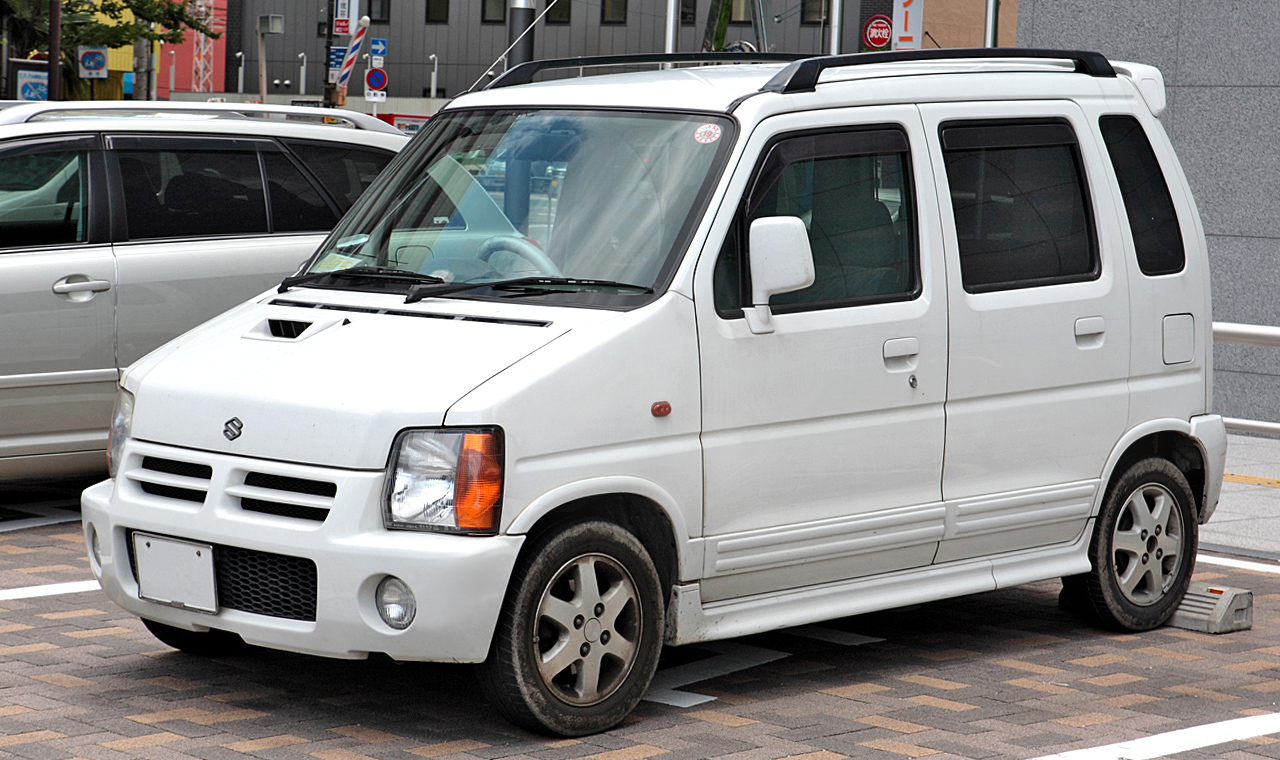
왜건 R 와이드 전면부

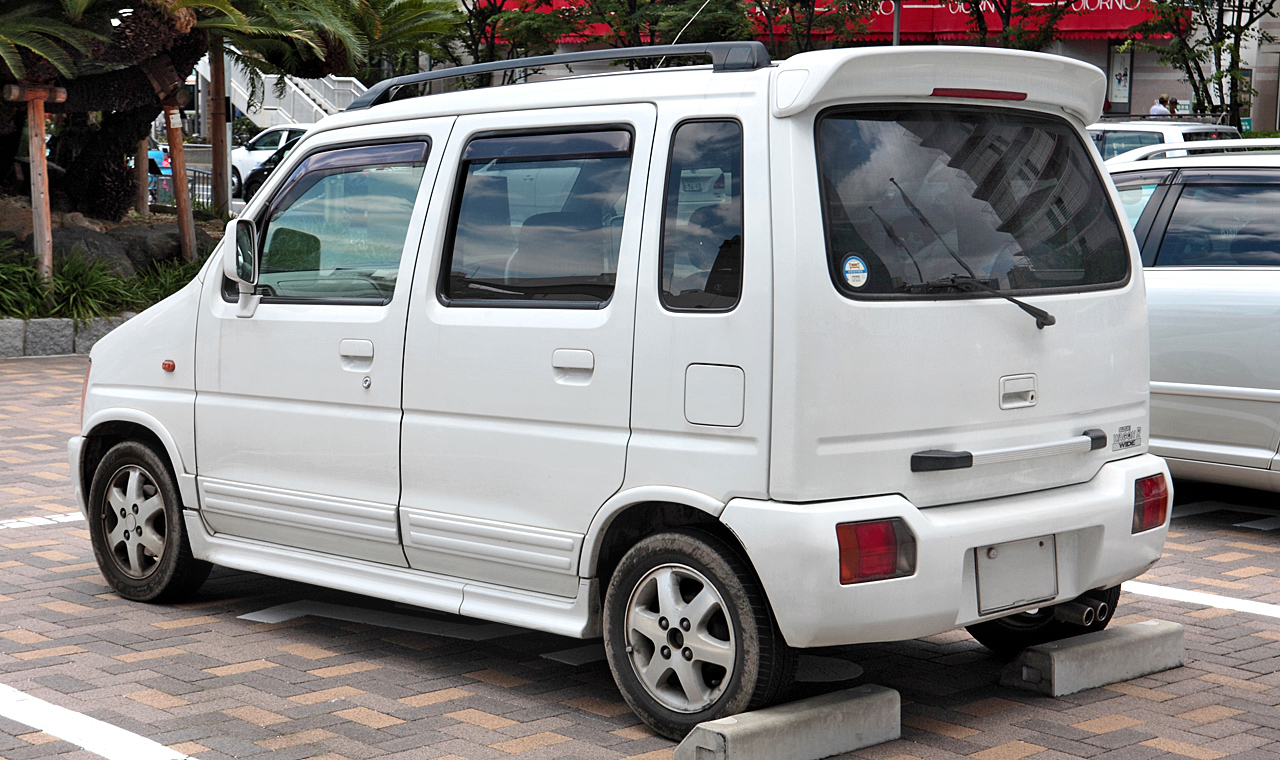
왜건 R 와이드 후면부

1997년 2월 왜건 R의 상급 차종으로 출시되었으며, 이로 인해 일본 내에서 경차 규격을 초과하여 소형차로 분류되었다. 유럽 시장에서는 왜건 R+로 판매되었고, 중국에서는 창허기차가 베이더우씽이라는 명칭으로 현지생산을 하기도 하였다.

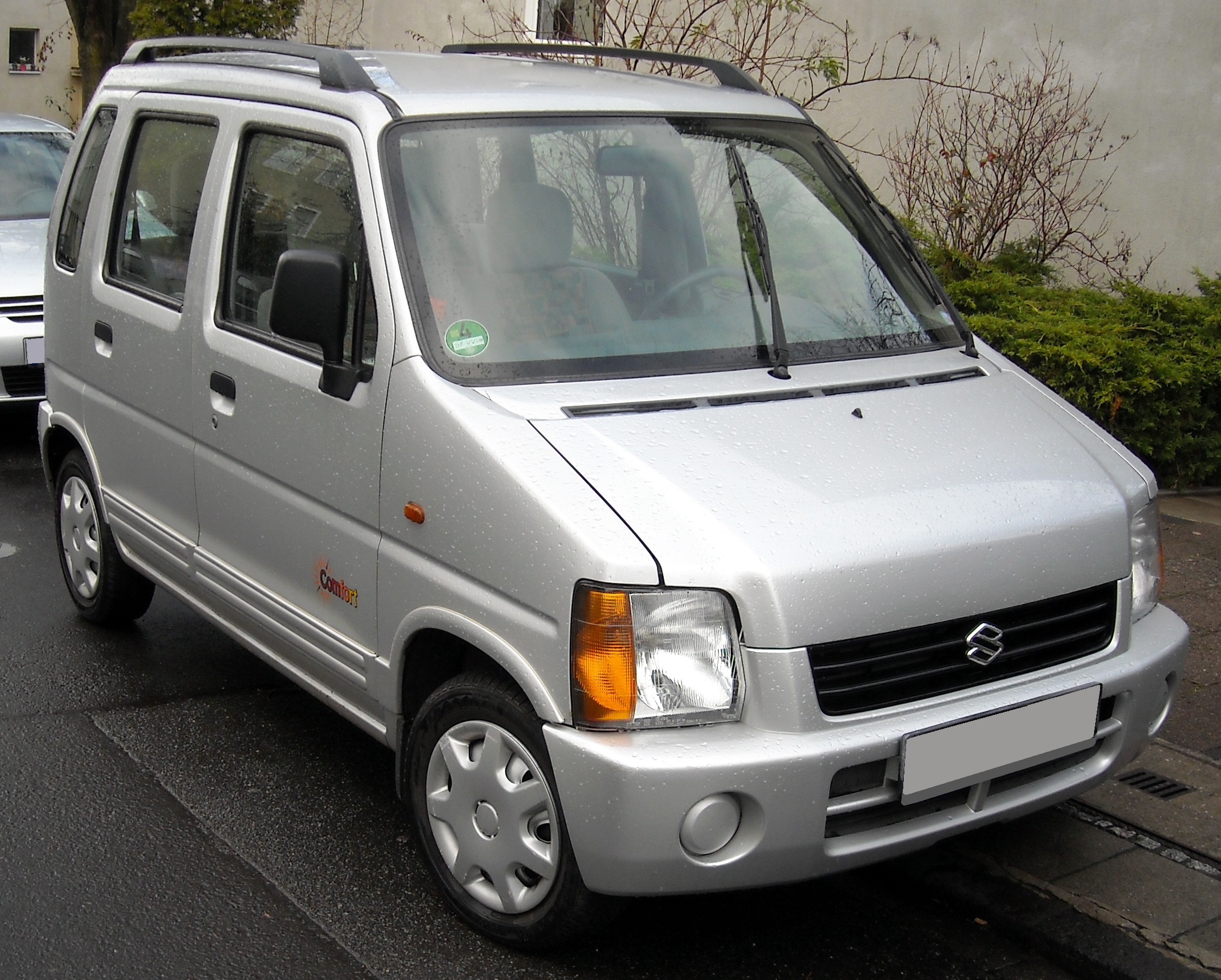
스즈키 왜건 R+ 정측면
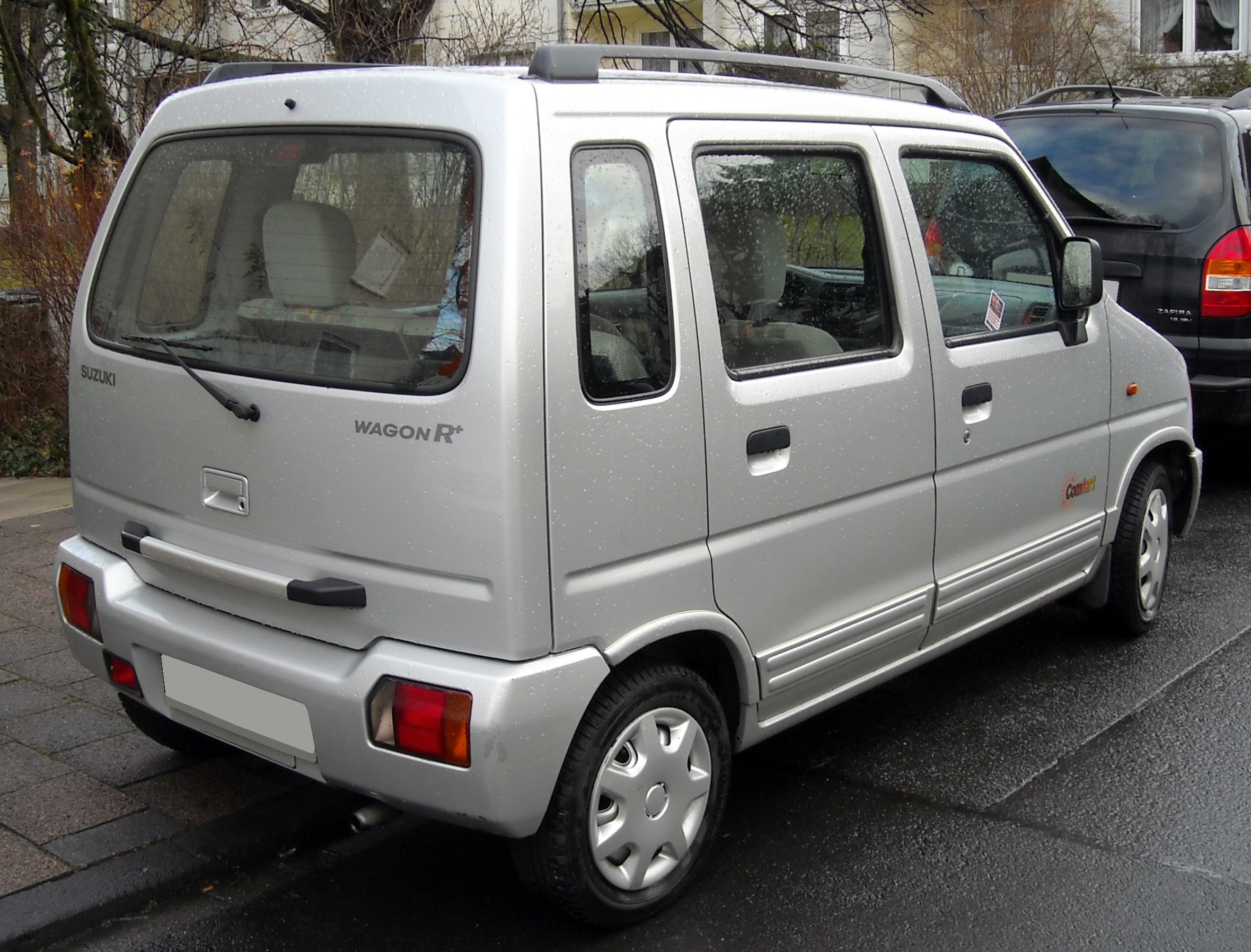
스즈키 왜건 R+ 후측면

## 1세대

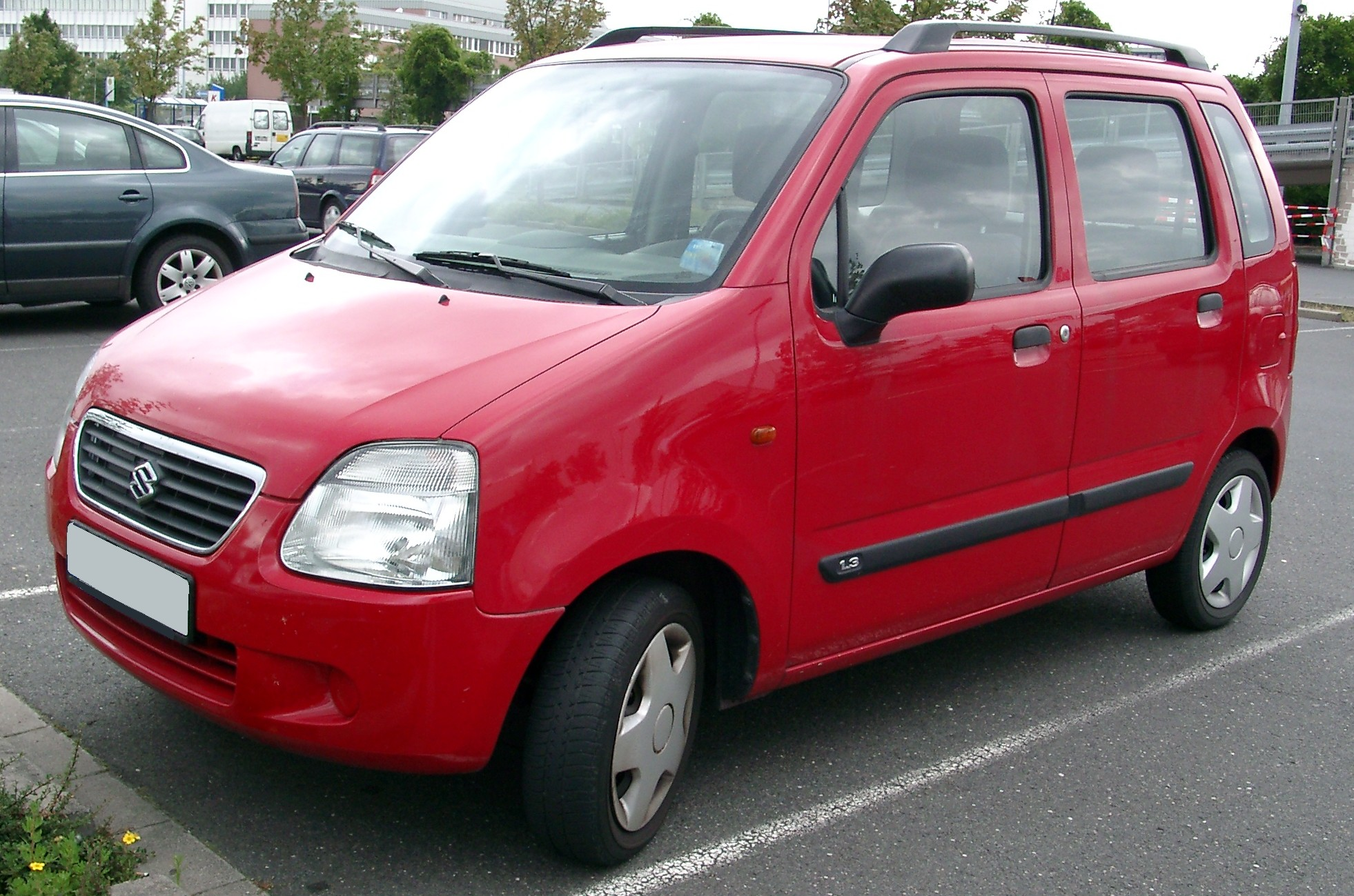
왜건 R+ 전면부

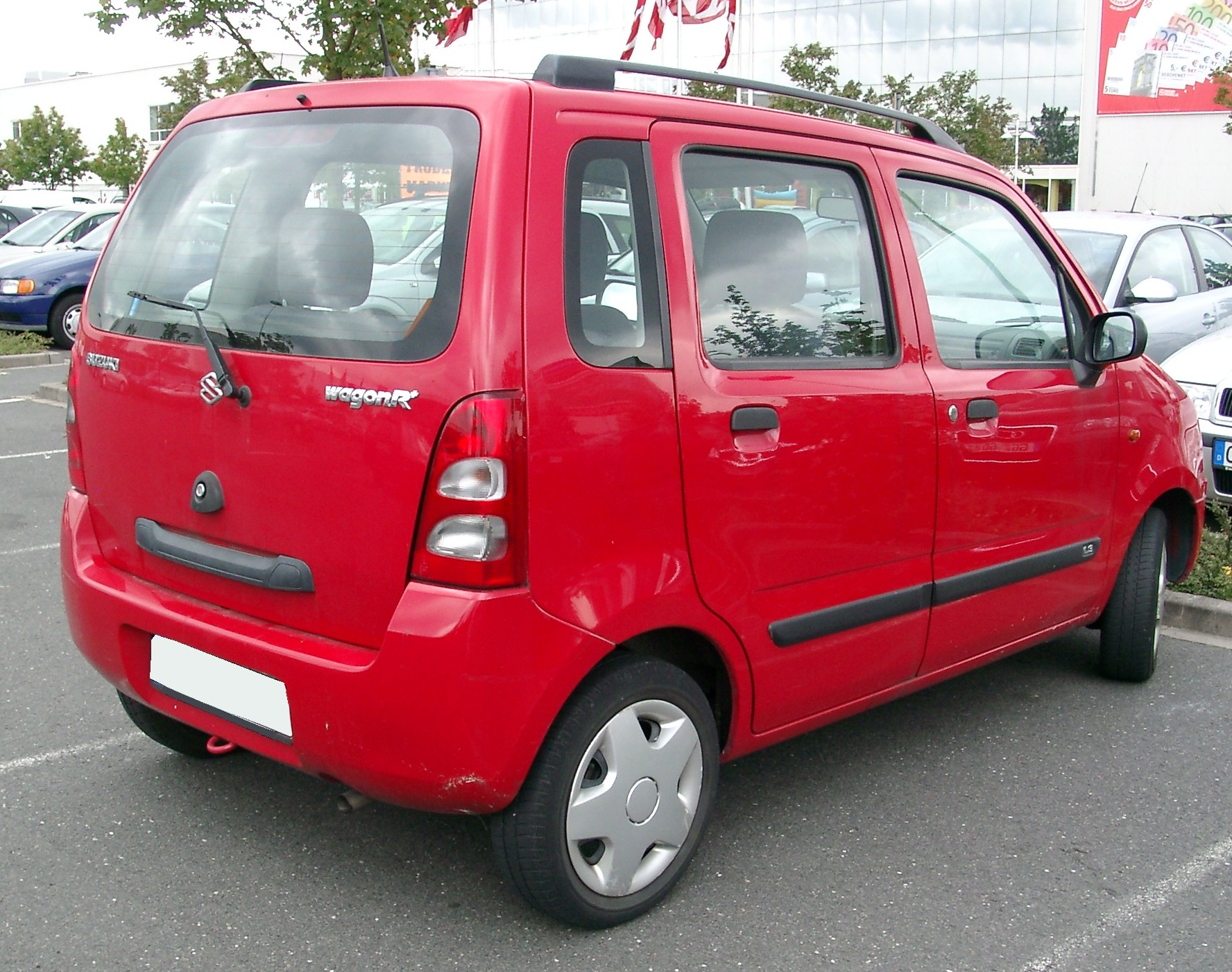
왜건 R+ 후면부

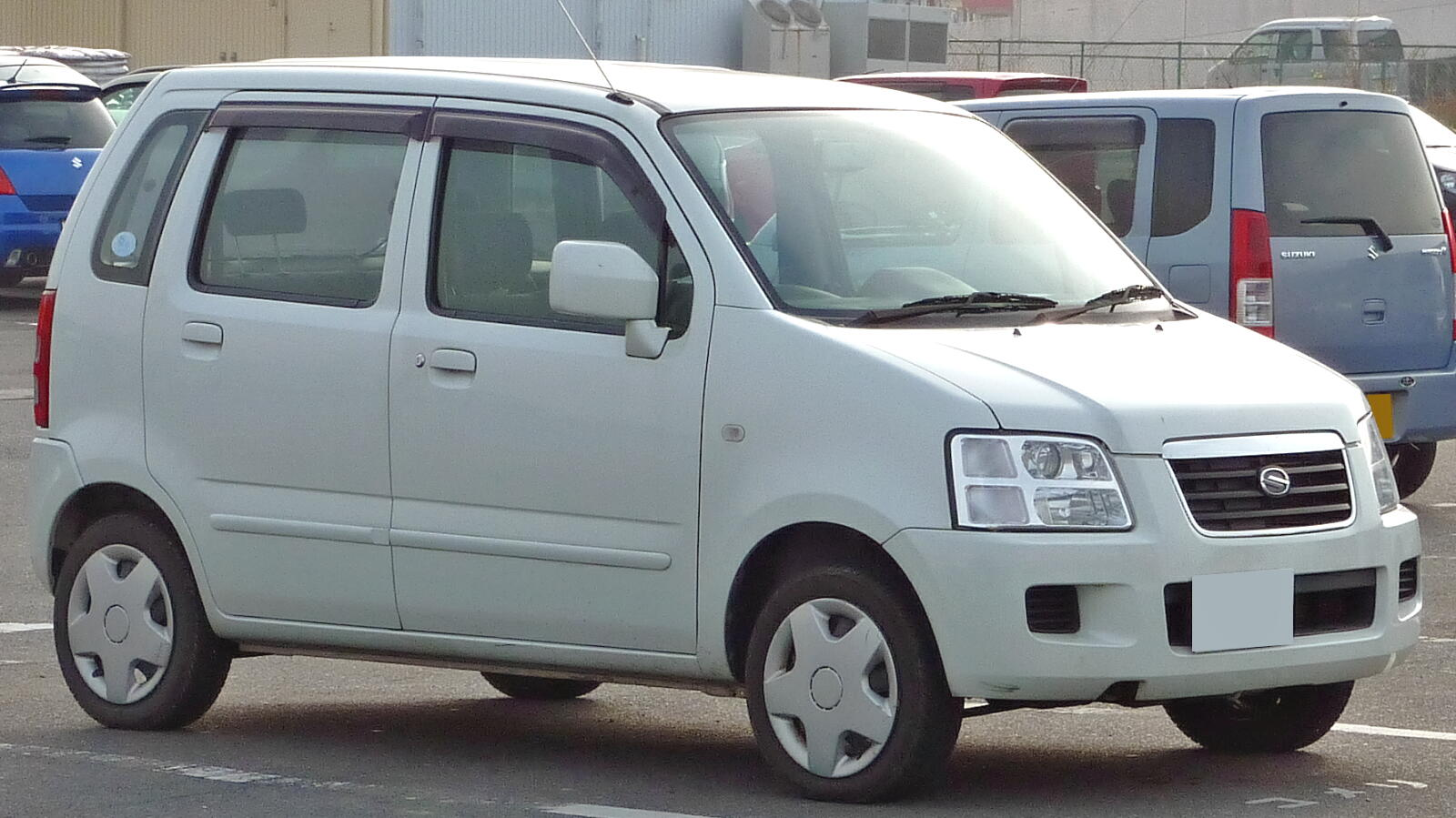
왜건 R 솔리오 전기형 전면부

1999년에 유럽 시장과 같은 왜건 R+라는 명칭으로 판매가 시작되었다. 전세대와는 달리, 해외 현지 생산을 염두에 두고 소형차 전용으로 설계된 완전히 새로운 플랫폼을 적용하였다. 2000년 12월에는 일본 내 판매명칭이 왜건 R+에서 왜건 R 솔리오로 변경되었다. 2005년에는 왜건 R이란 명칭을 삭제하고 솔리오라는 명칭으로만 판매하면서 왜건 R과의 연관성을 희석시켰다. 유럽 시장에서는 2008년에 스플래쉬의 출시로 인해 단종되었으며, 일본에서는 2010년 말까지 생산되었다. 독일의 오펠에서 2000년에 아길라라는 명칭으로 뱃지 엔지니어링하여 2007년까지 판매하였고, 미국의 제너럴 모터스 역시 같은 년도인 2000년에 쉐보레 MW로 뱃지 엔지니어링하여 2010년까지 일본 시장에 판매하였다.

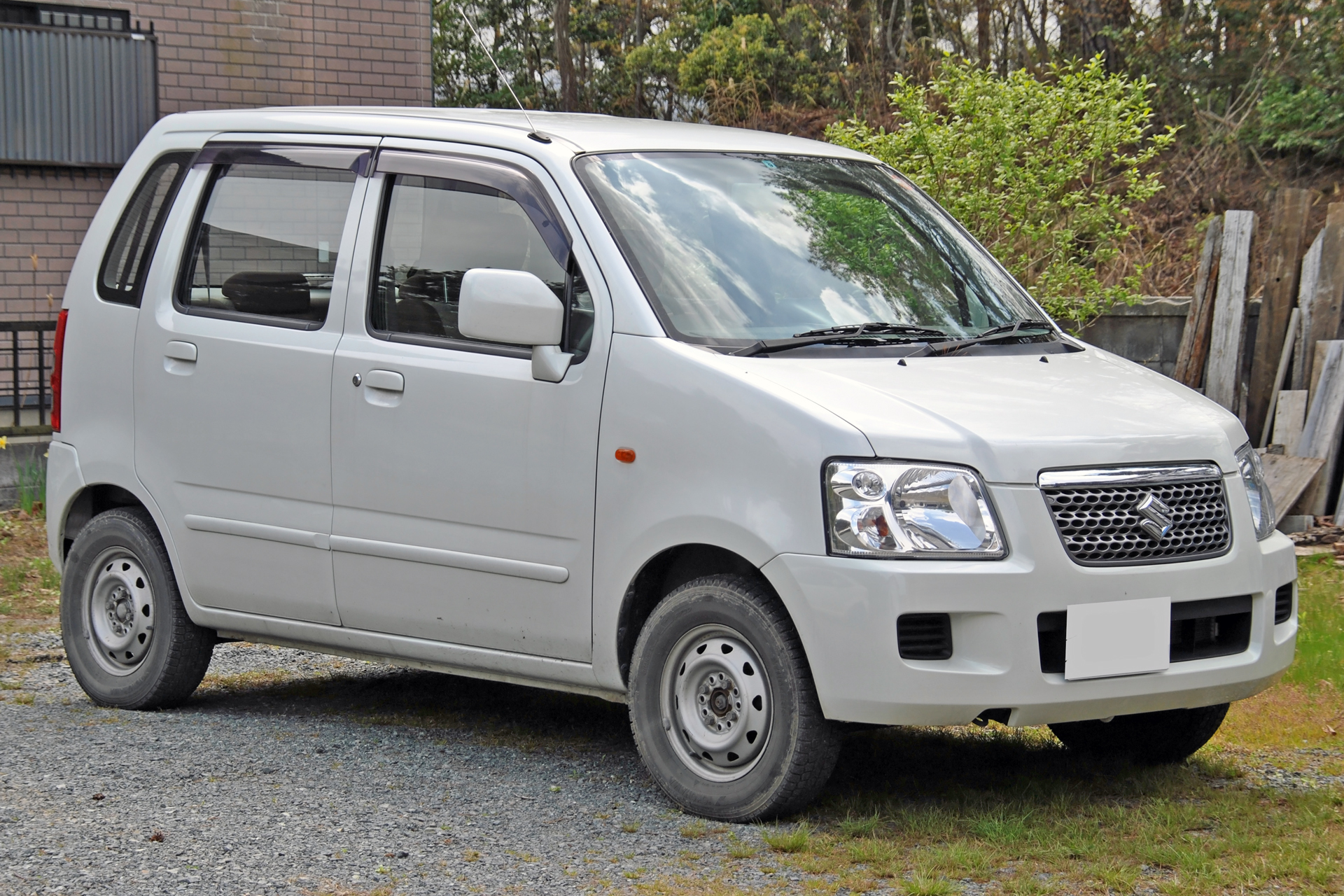
솔리오 전면부
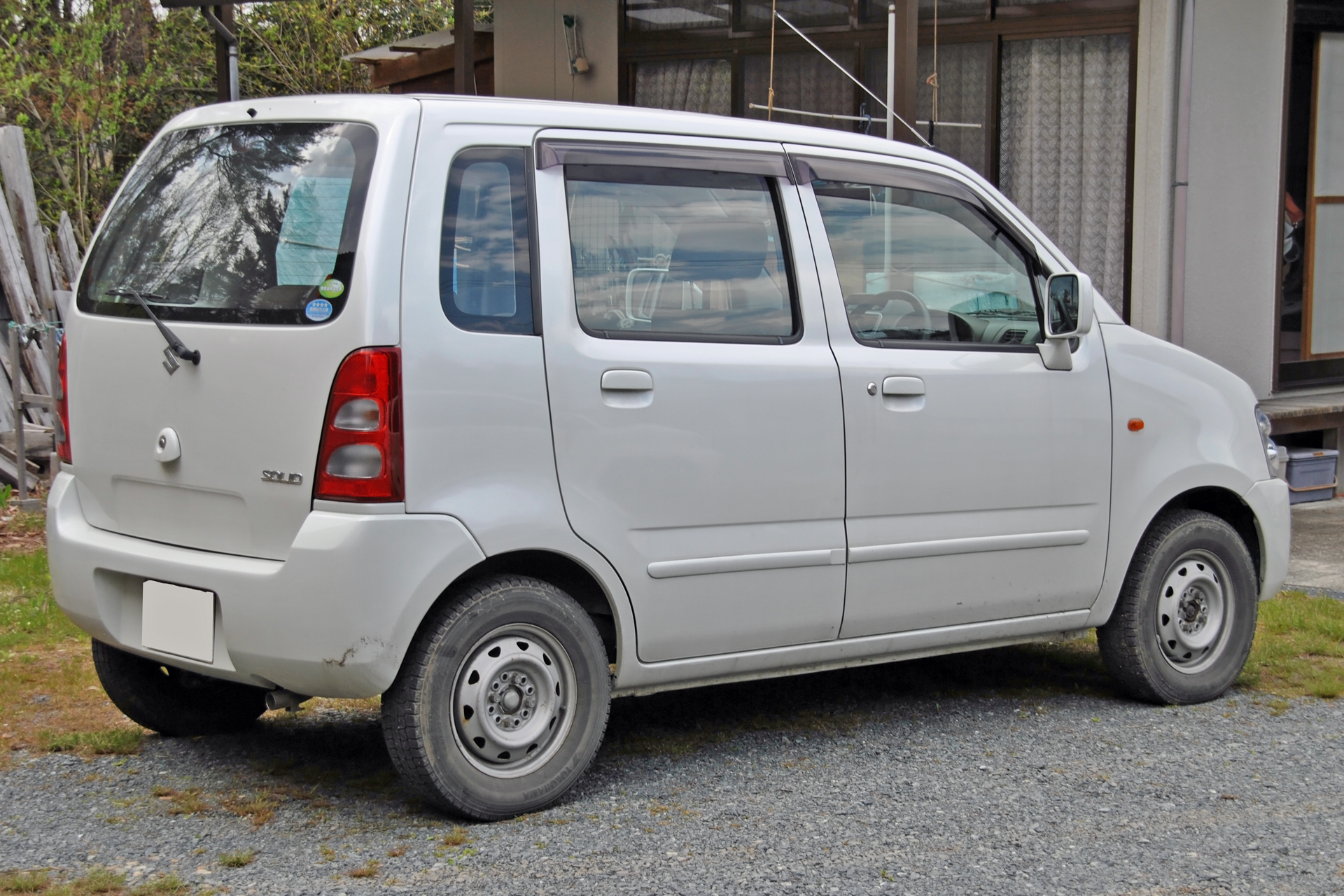
솔리오 후면부
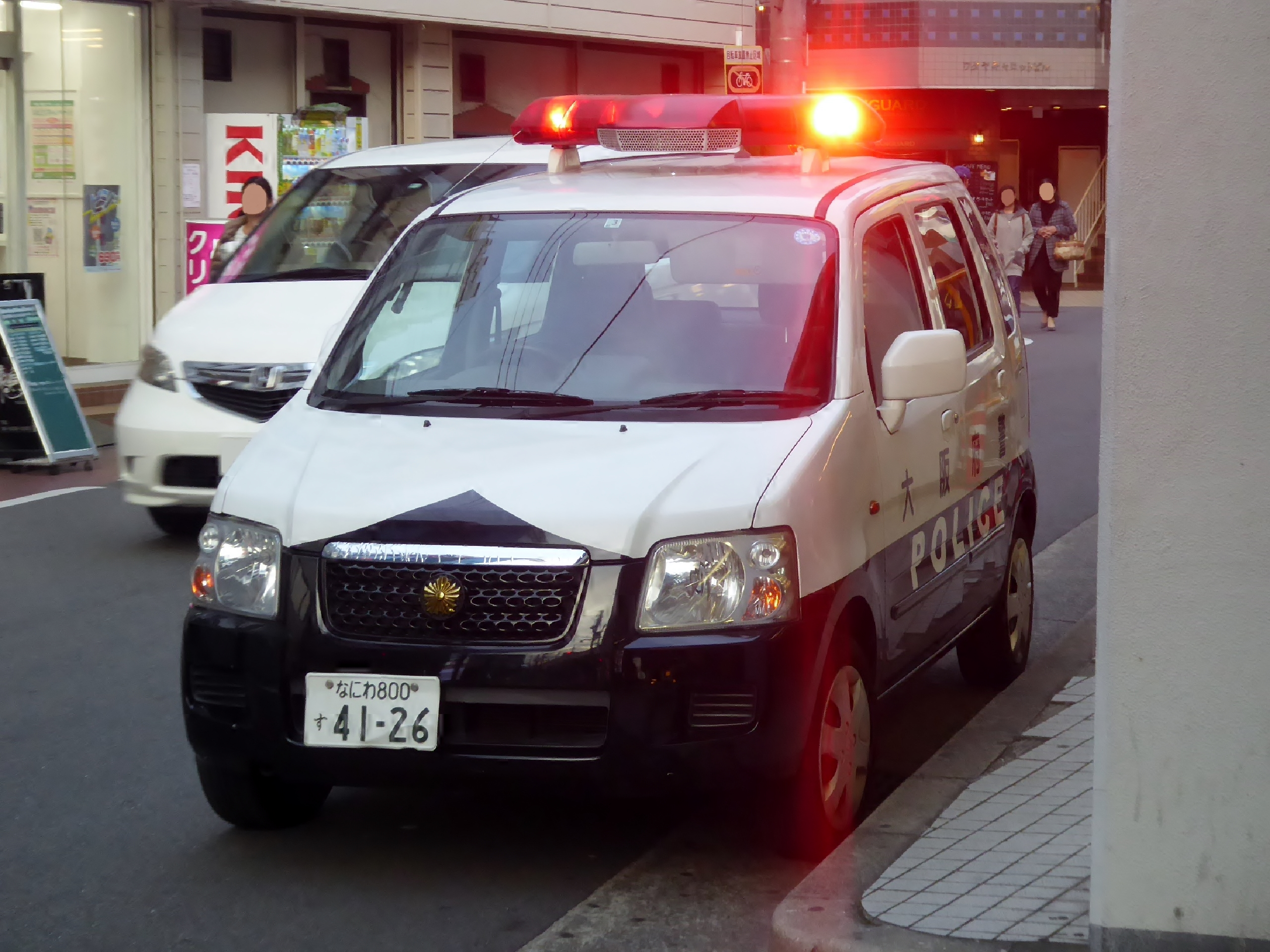
경찰차 사양 전면부
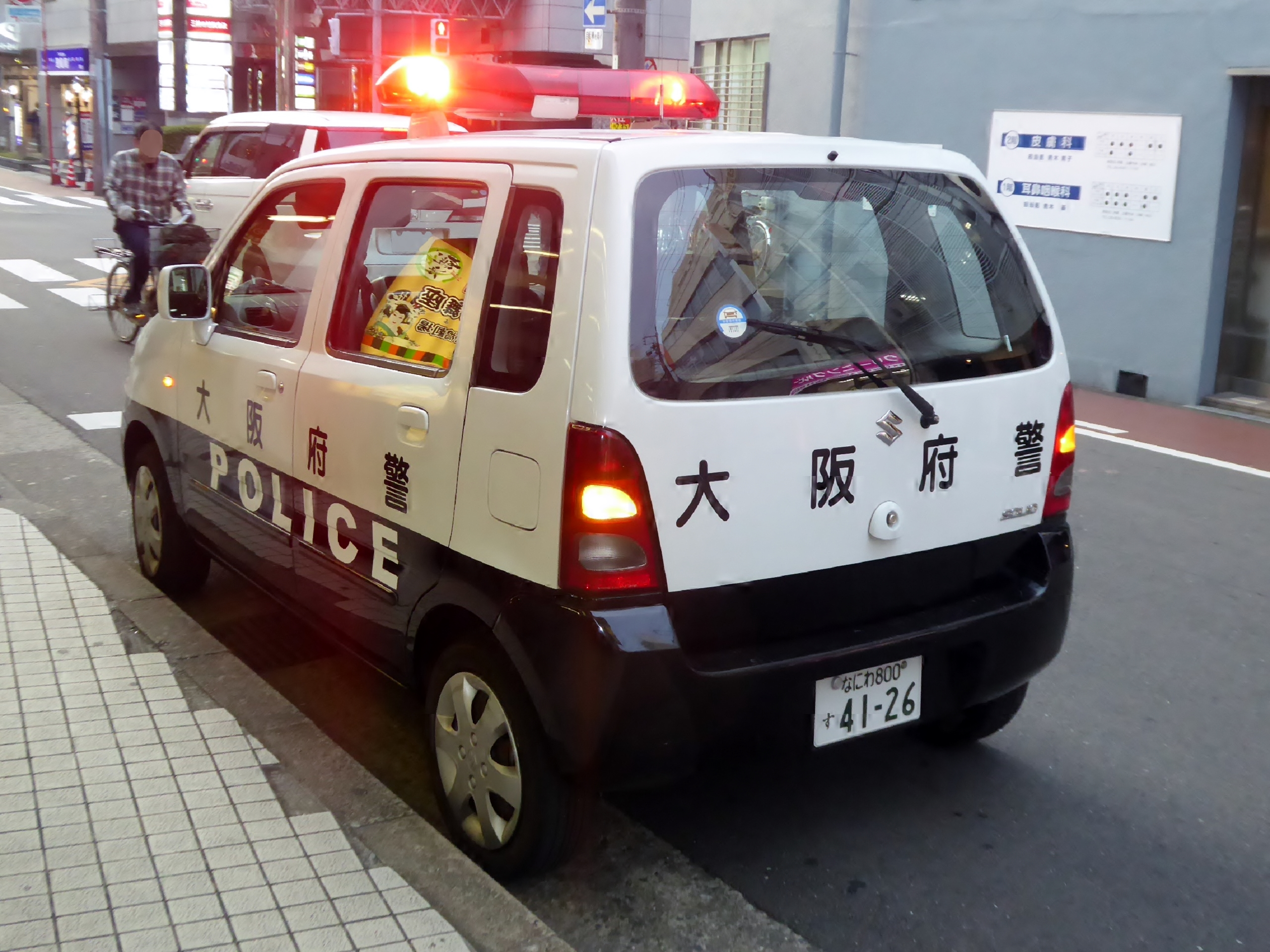
경찰차 사양 후면부

## 2세대

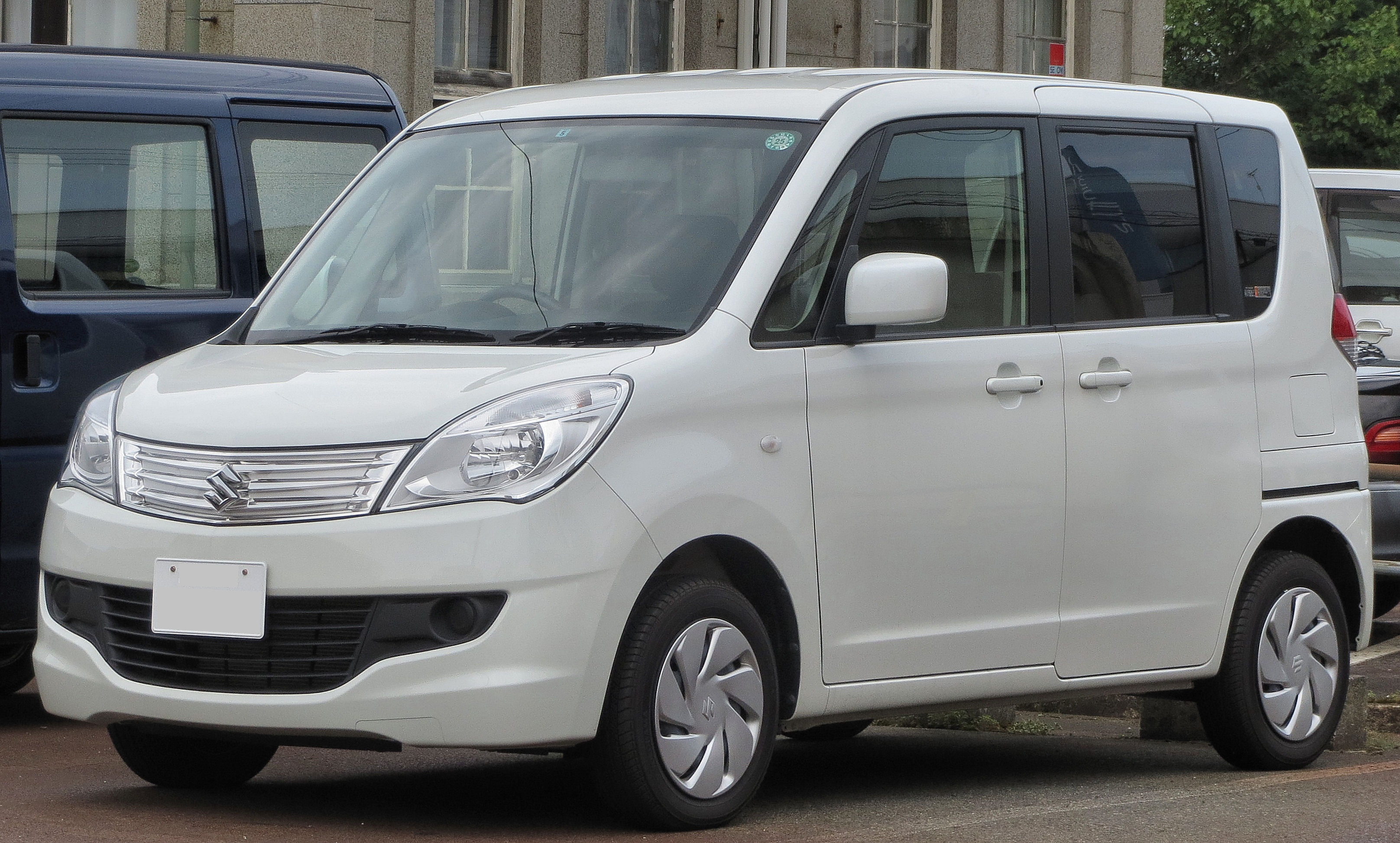
솔리오 전기형 전면부

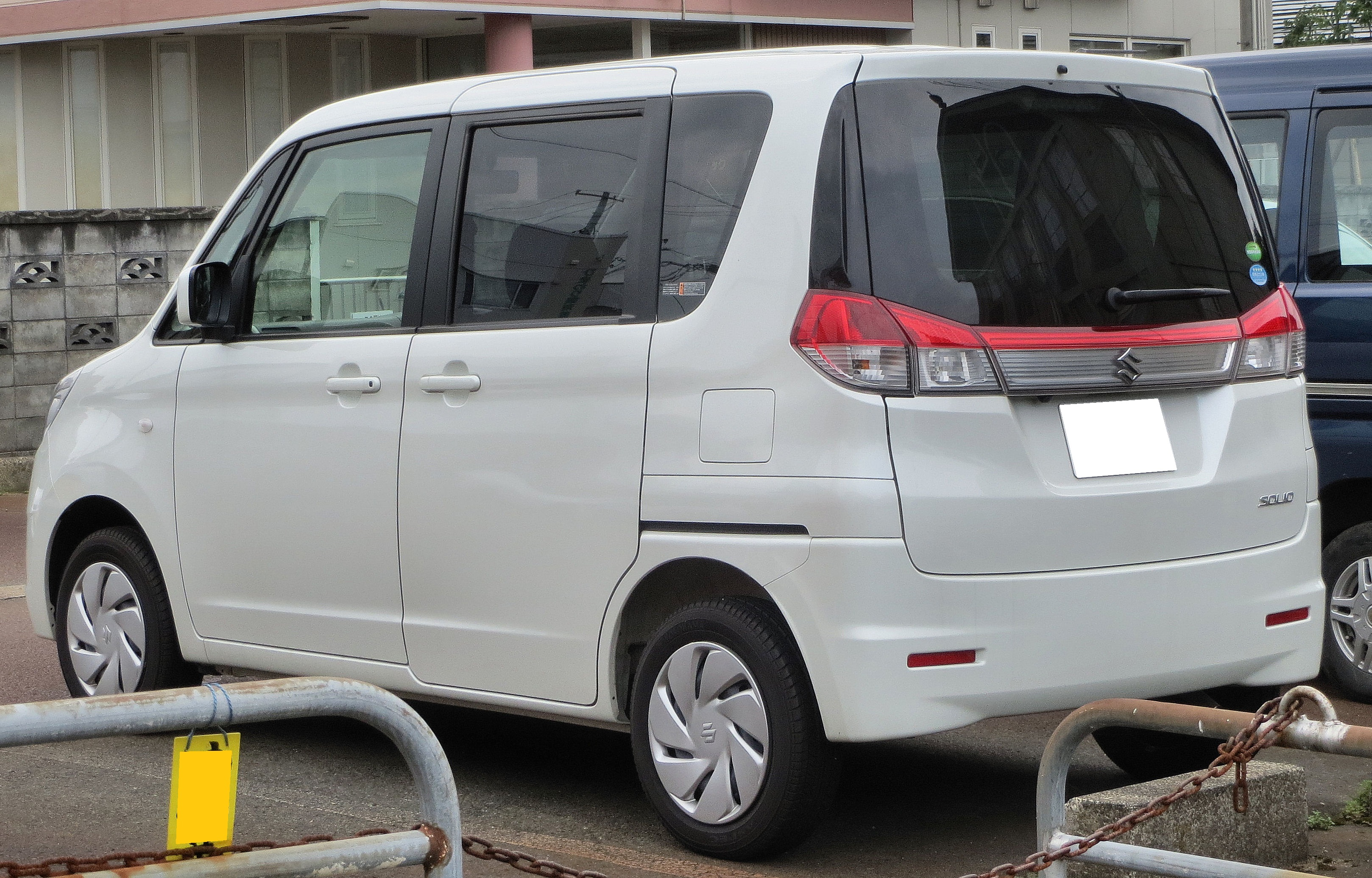
솔리오 전기형 후면부

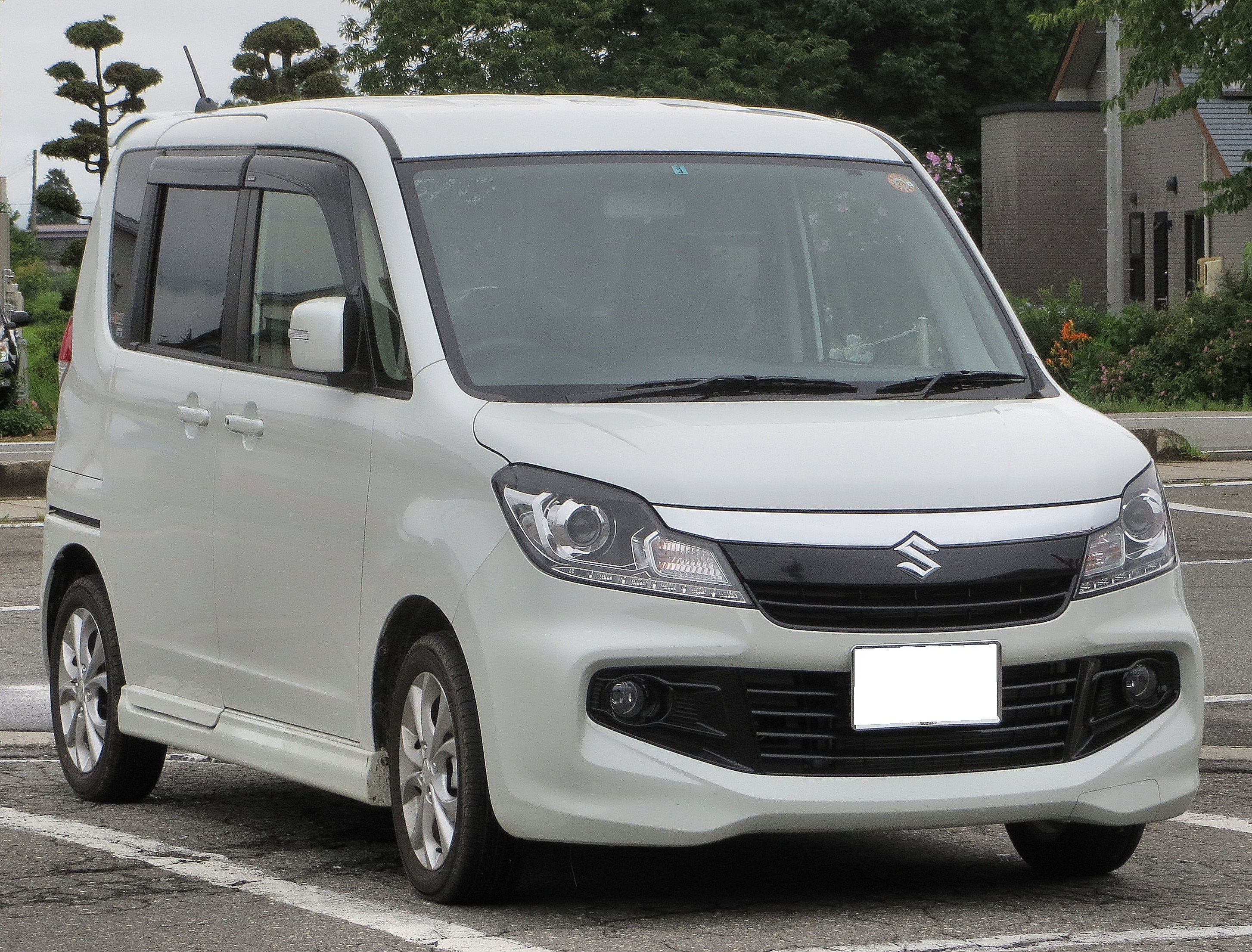
솔리오 밴딧 전면부

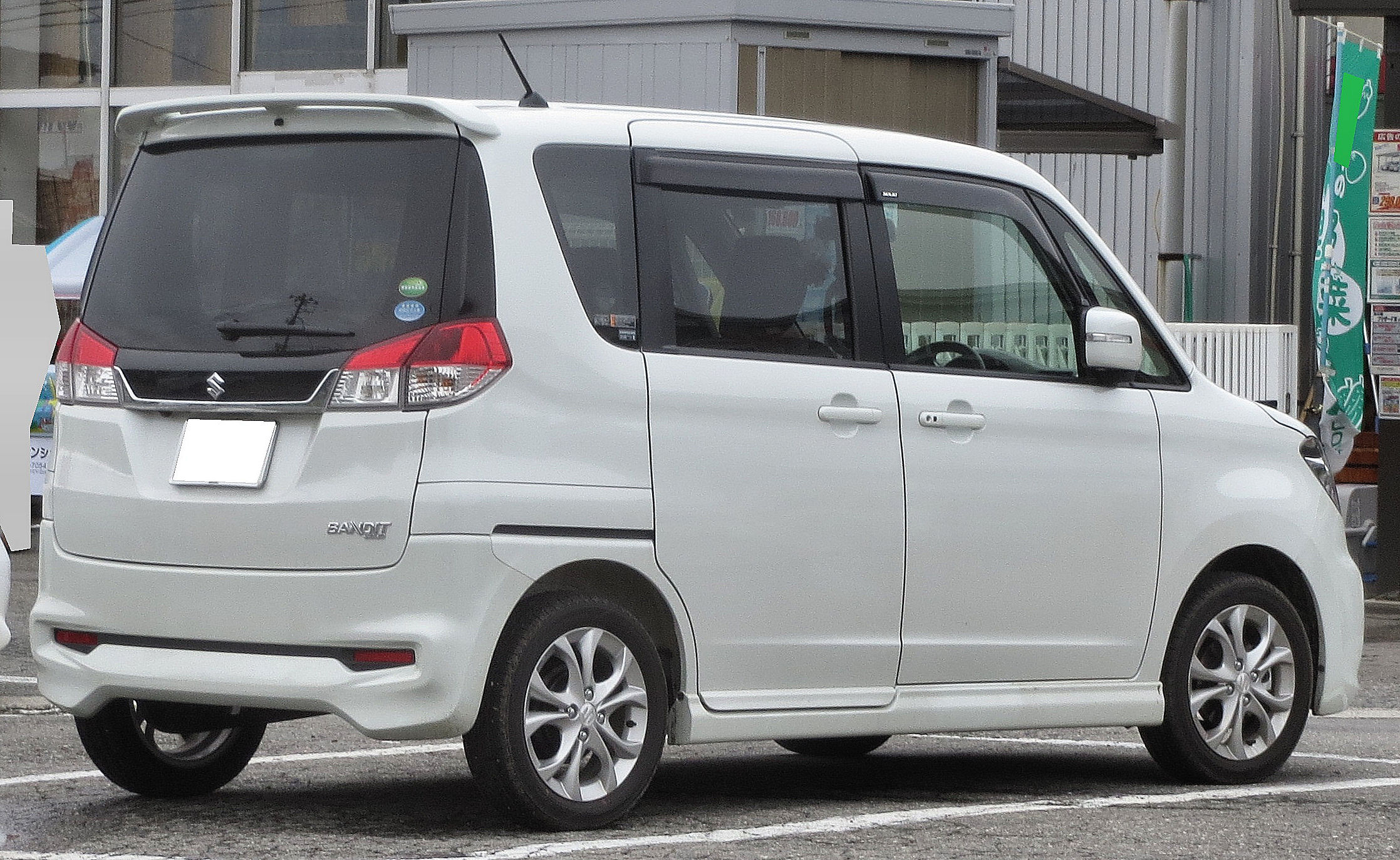
솔리오 밴딧 후면부

2010년 말 공개되었으며, 출시는 2011년 초에 진행되었다. 이 세대부터는 왜건 R로부터 완전히 독립된 모델이 되었으며, 차체의 스타일도 톨보이 해치백에서 미니밴의 형태로 변경되었다. 그리고 동년 3월에는 미쓰비시자동차공업에 델리카 D:2라는 명칭으로 OEM 공급을 개시하였다. 이듬해인 2012년에는 일부 개량을 거침과 동시에 파생 모델인 밴딧이 추가되었으며, 델리카 D:2의 경우 커스텀이라는 명칭으로 발매되었다. 2013년에 마이너체인지를 하였으며, 2015년 여름에 3세대가 출시되면서 단종되었다.

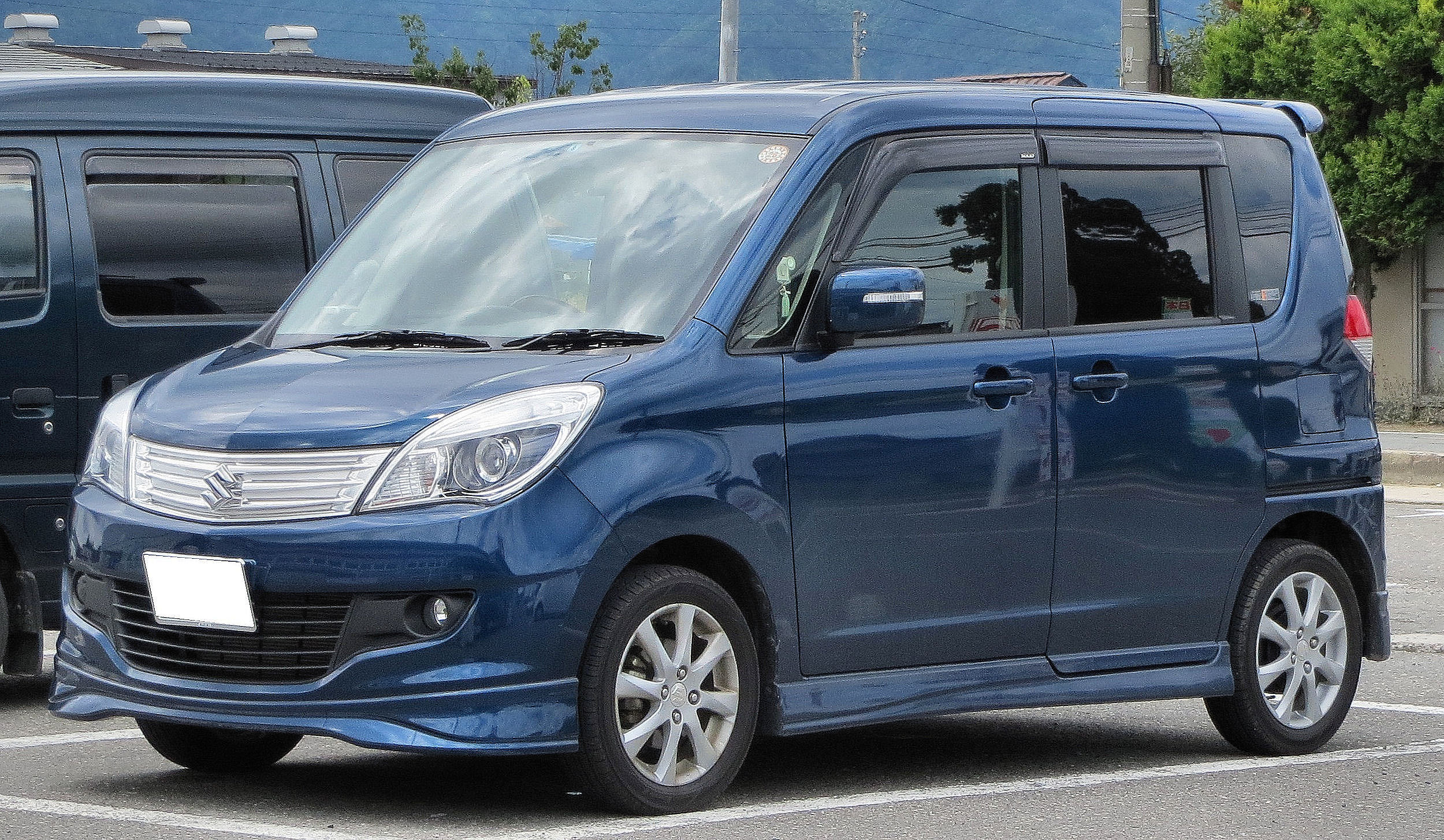
솔리오 중기형 전면부
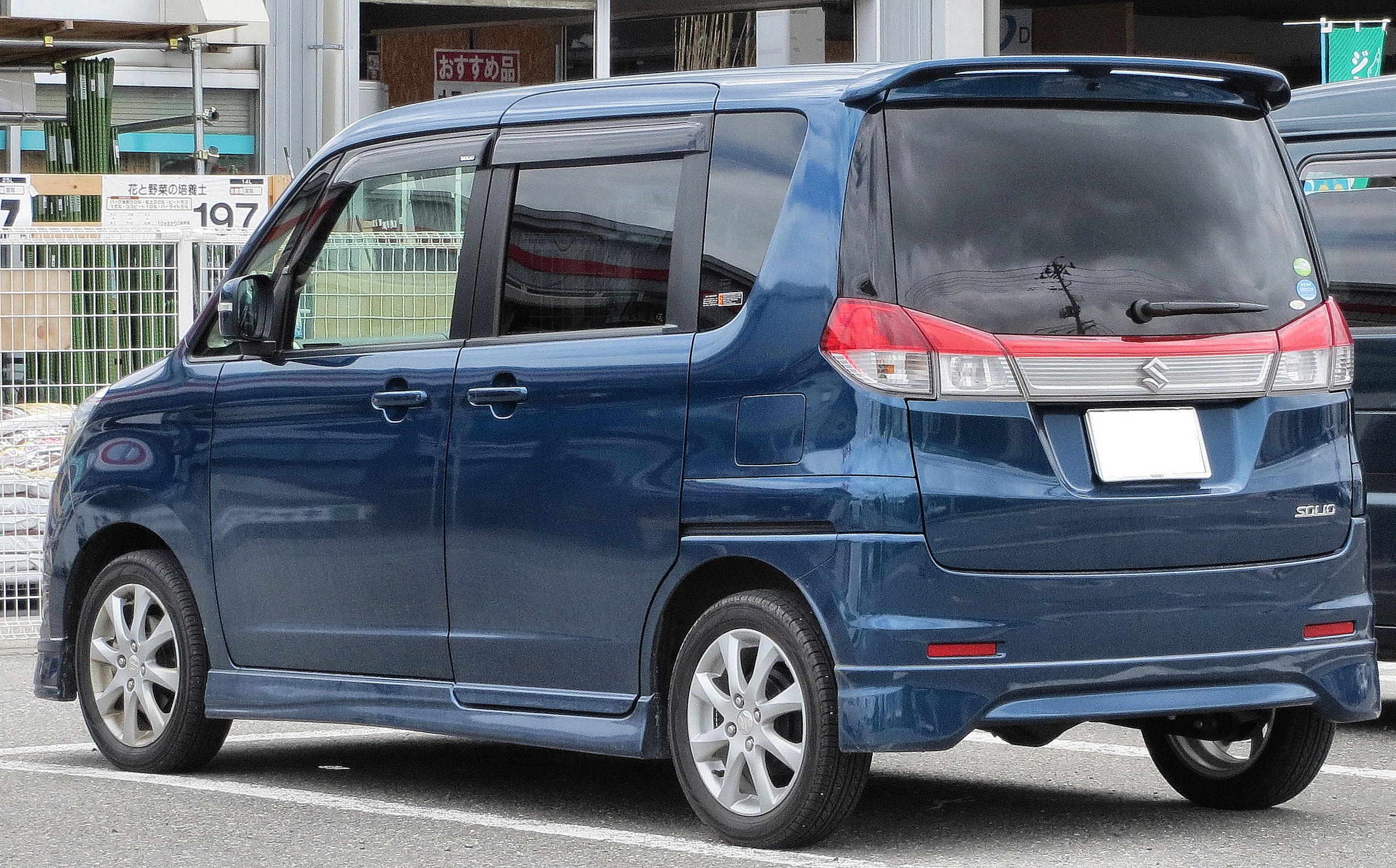
솔리오 중기형 후면부
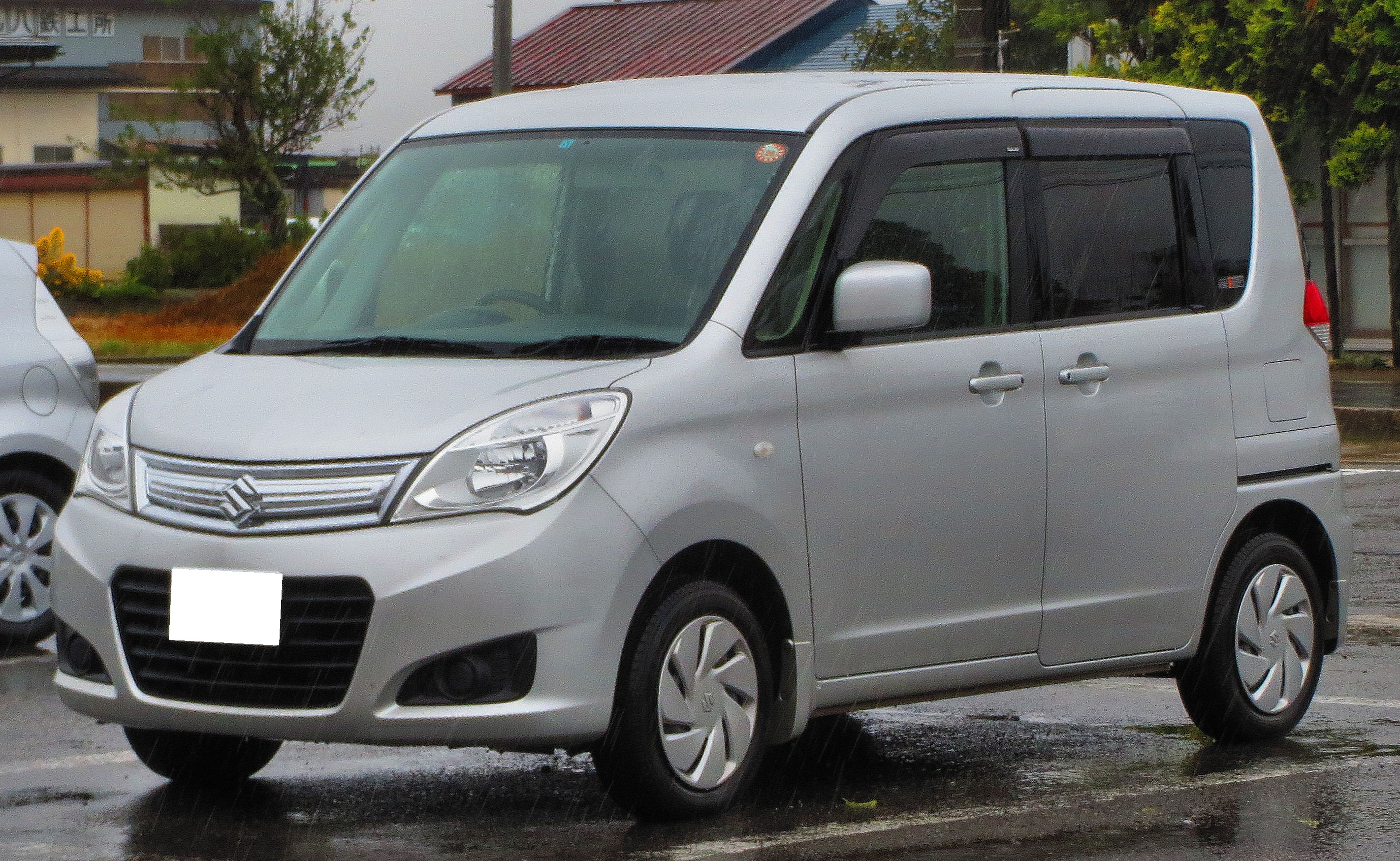
솔리오 후기형 전면부
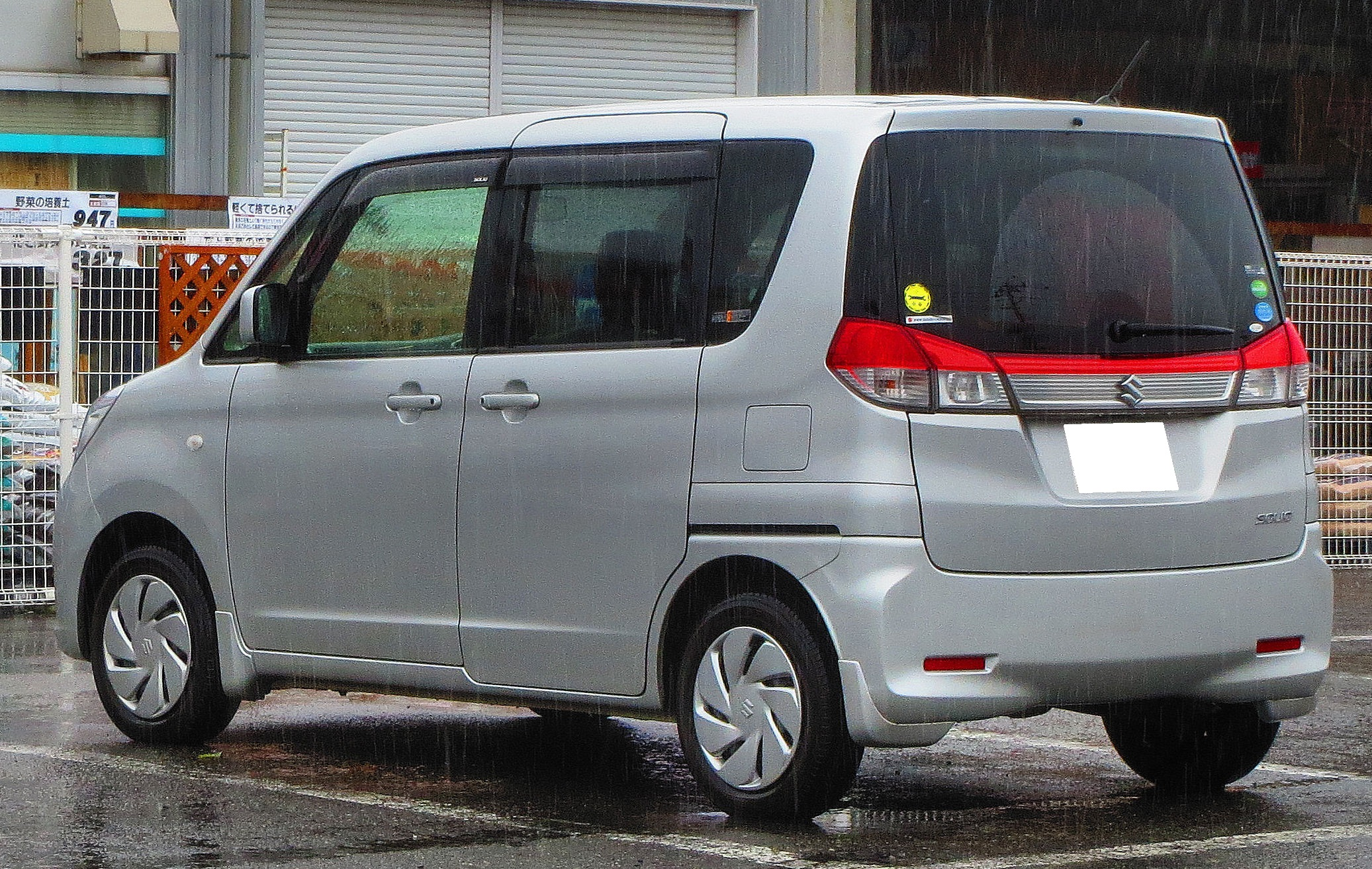
솔리오 후기형 후면부
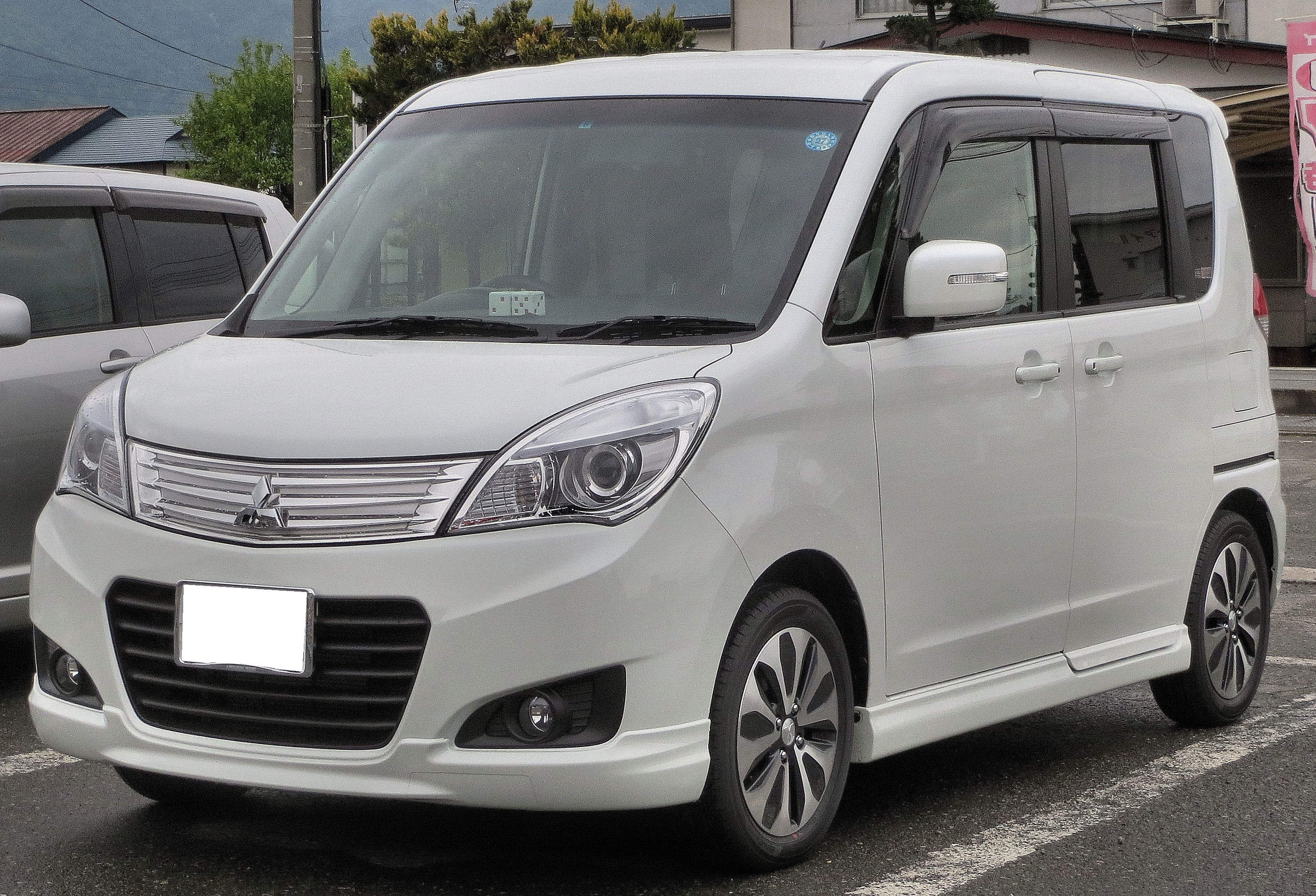
미쓰비시 델리카 D:2

## 3세대

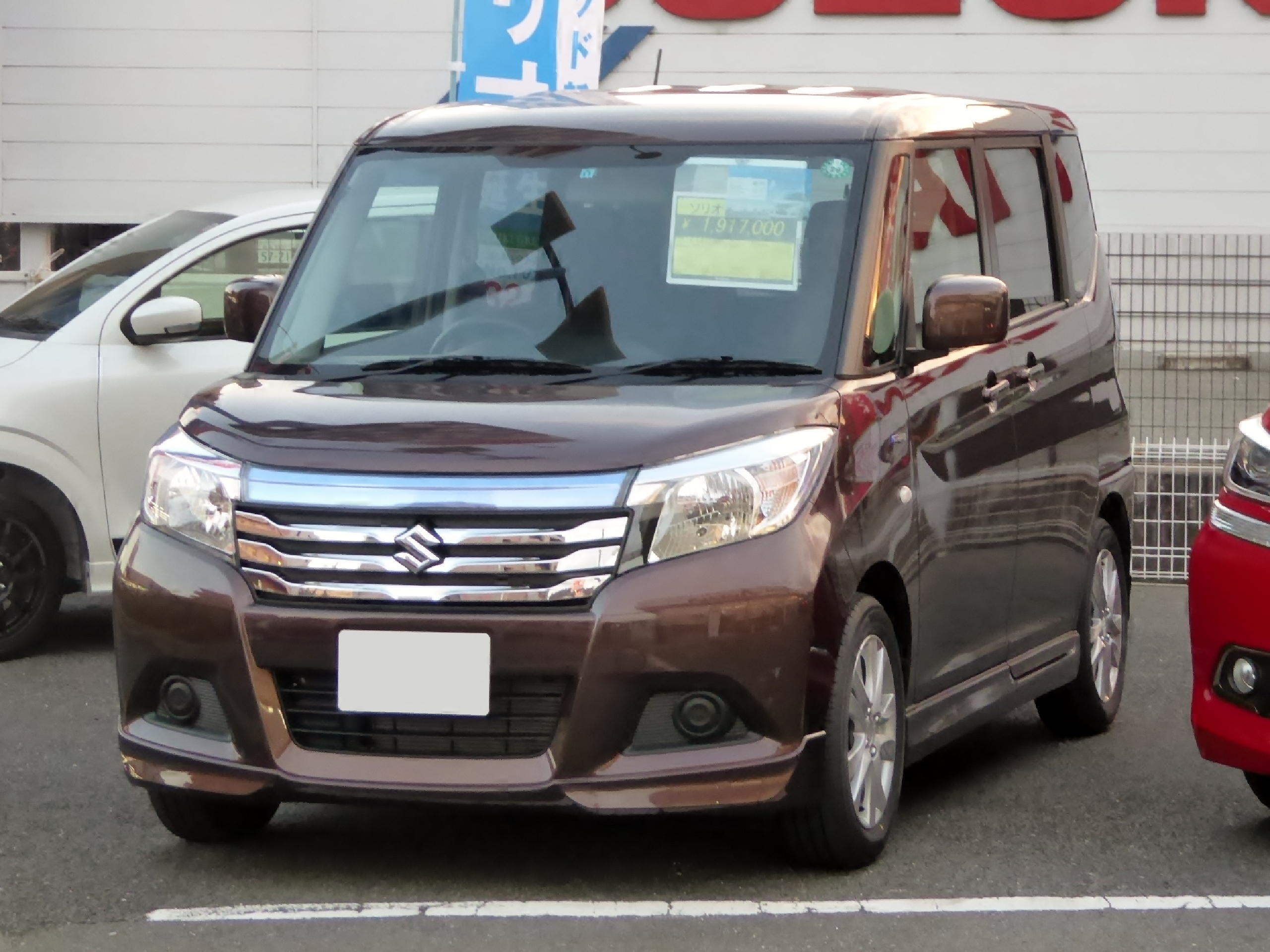
솔리오 전면부

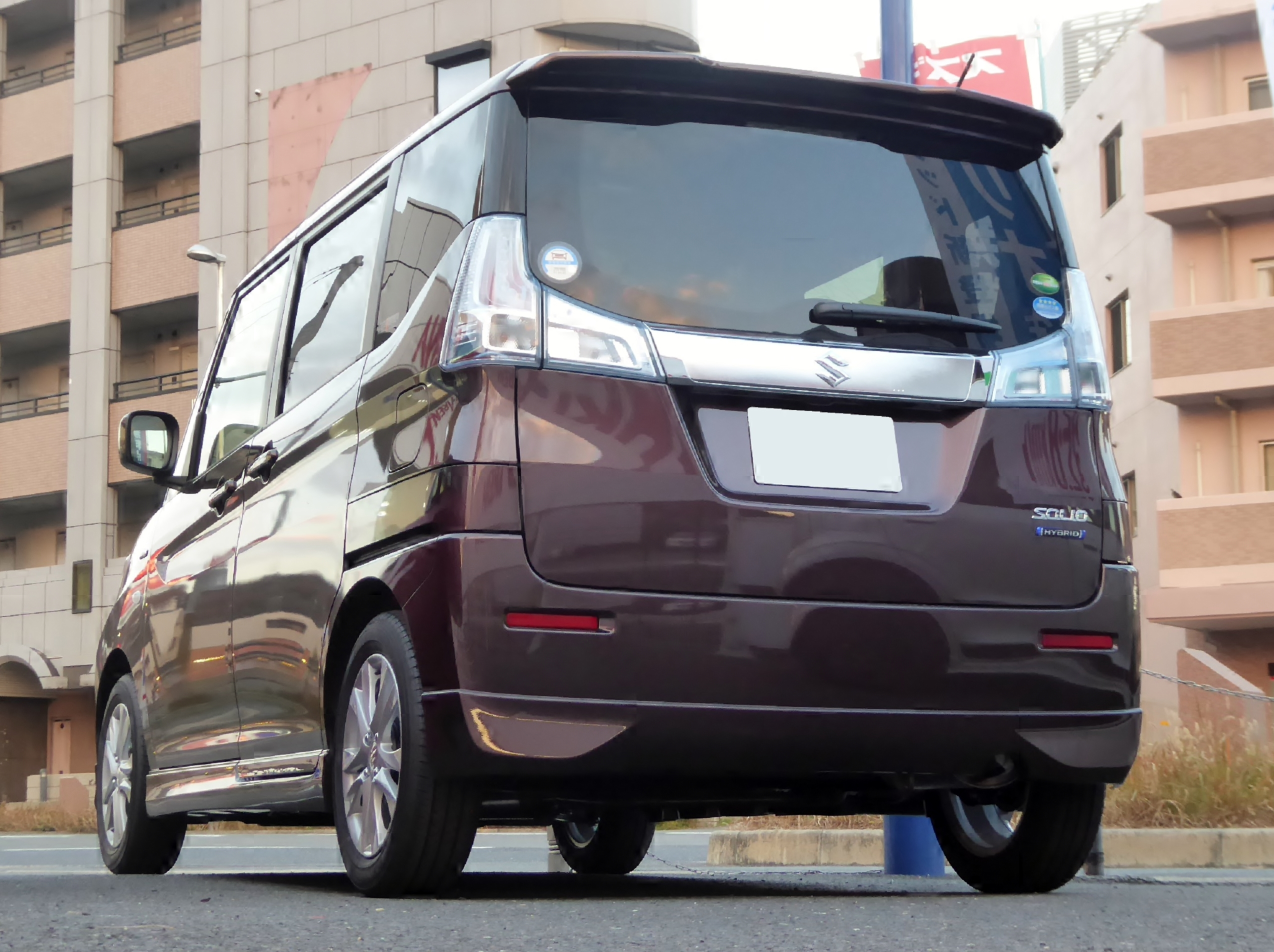
솔리오 후면부

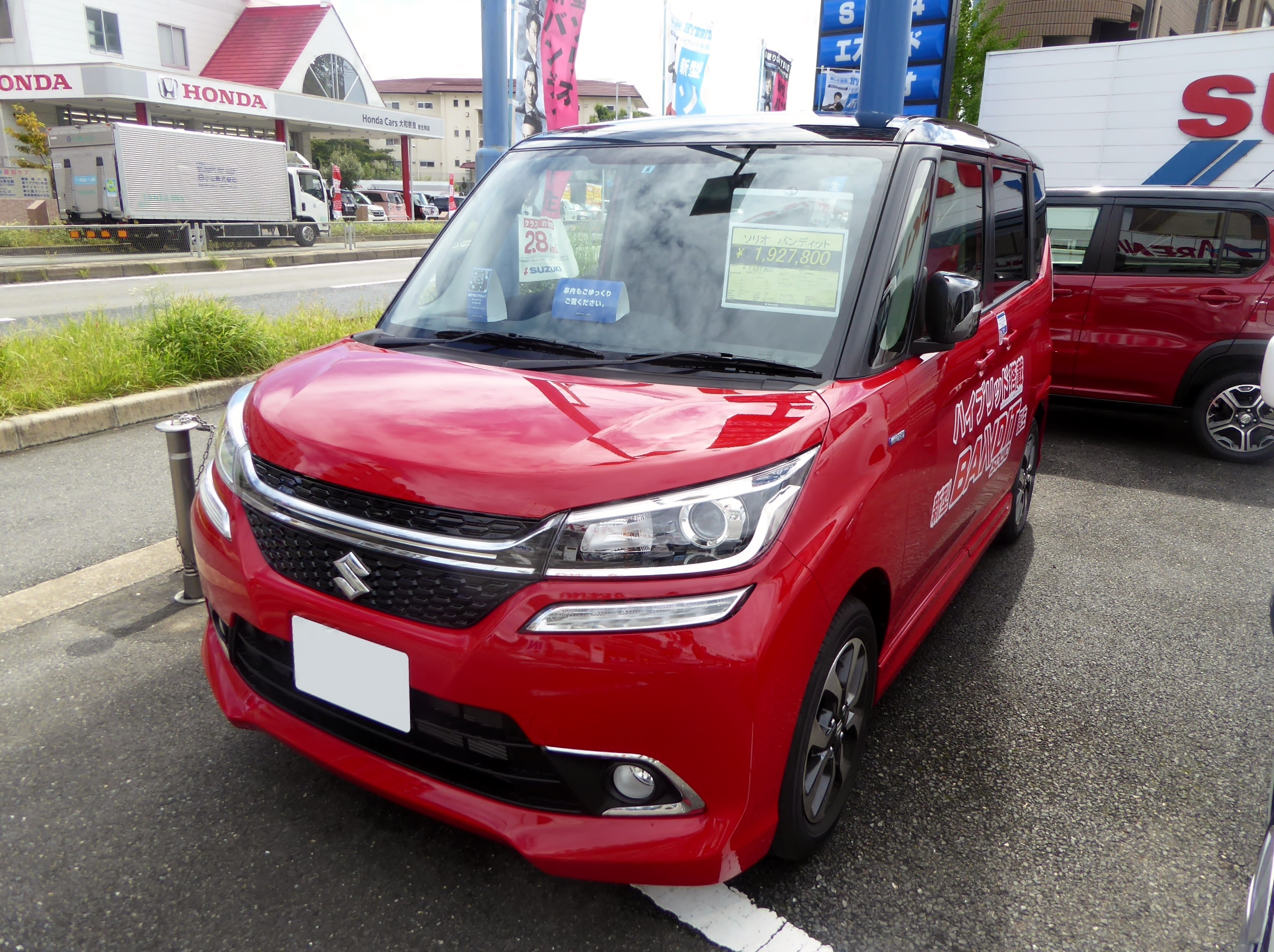
솔리오 밴딧 전면부

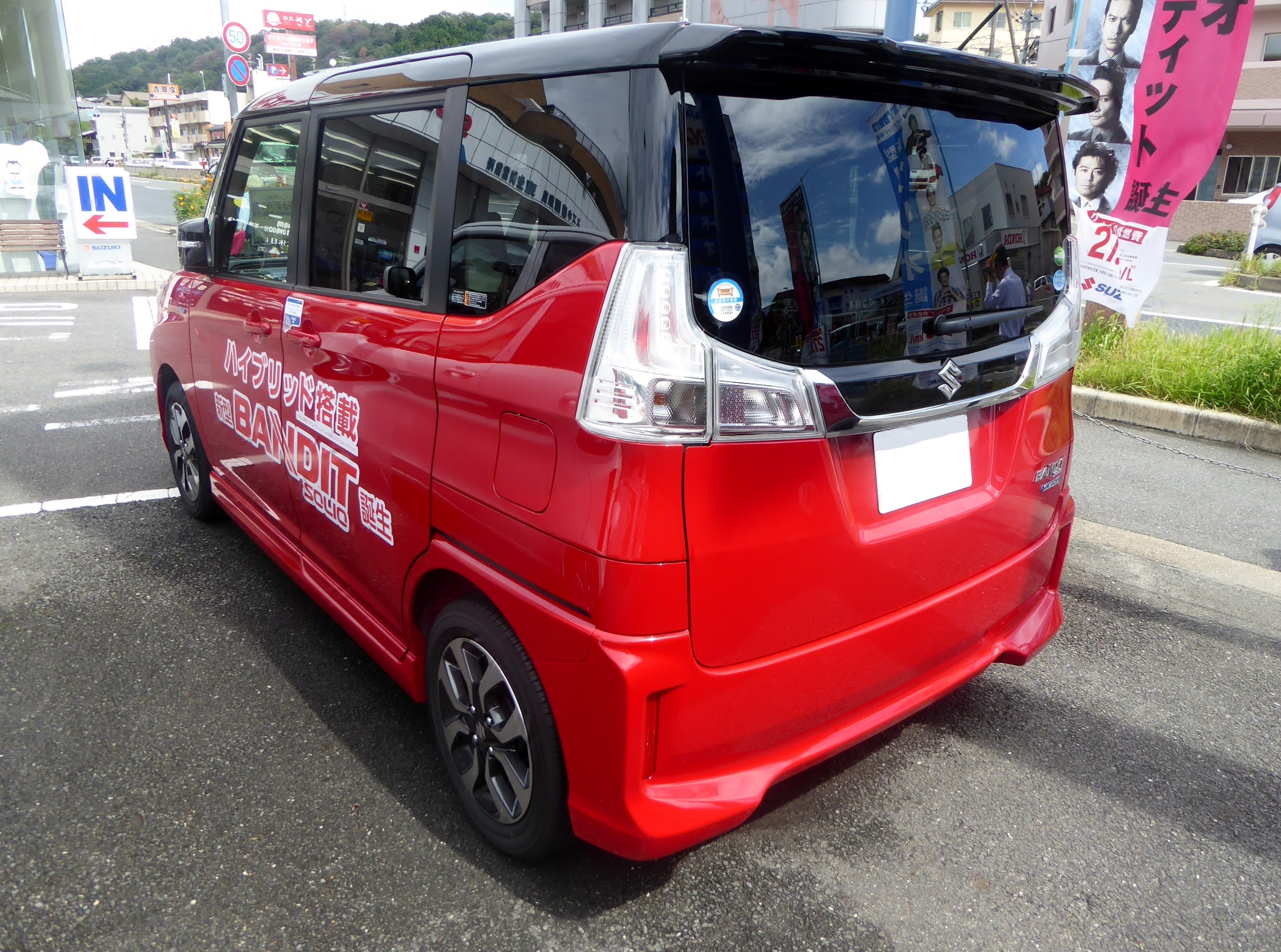
솔리오 밴딧 후면부

2015년 출시되었으며, 신형 플랫폼인 HEARTECT를 적용하였다. 2018년 7월 마이너체인지를 거쳤다.

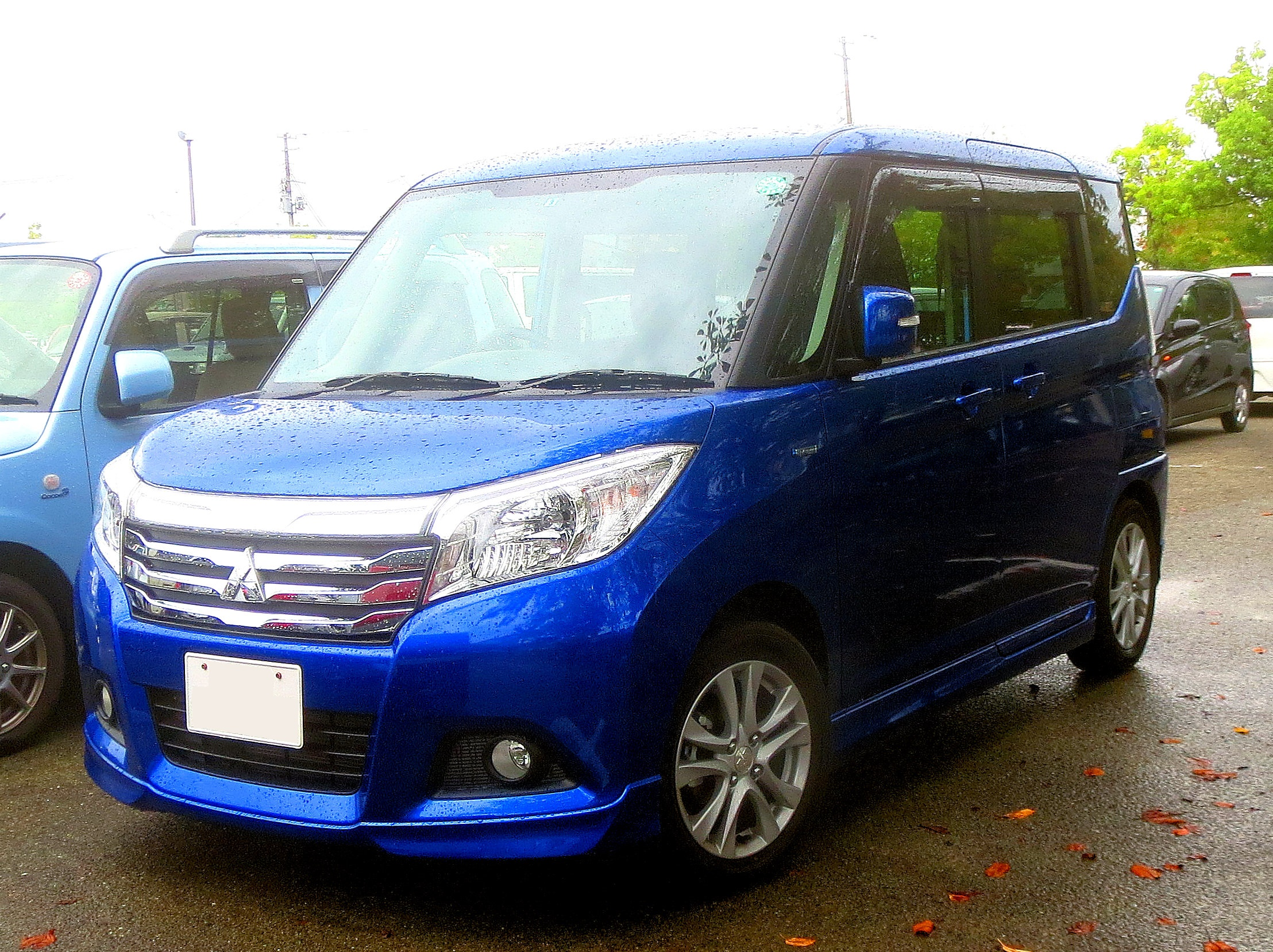
미쓰비시 델리카 D:2 전면부
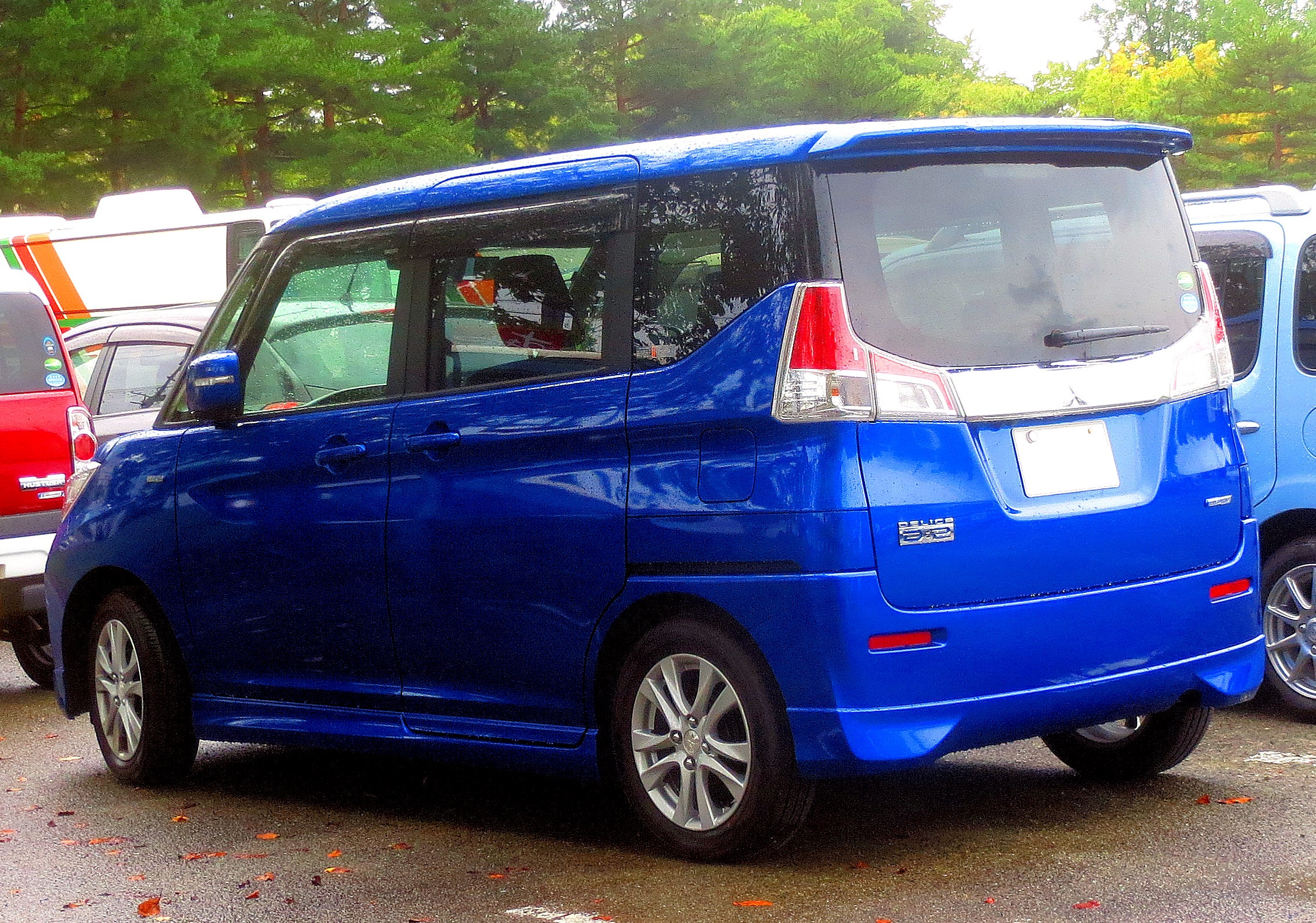
미쓰비시 델리카 D:2 후면부
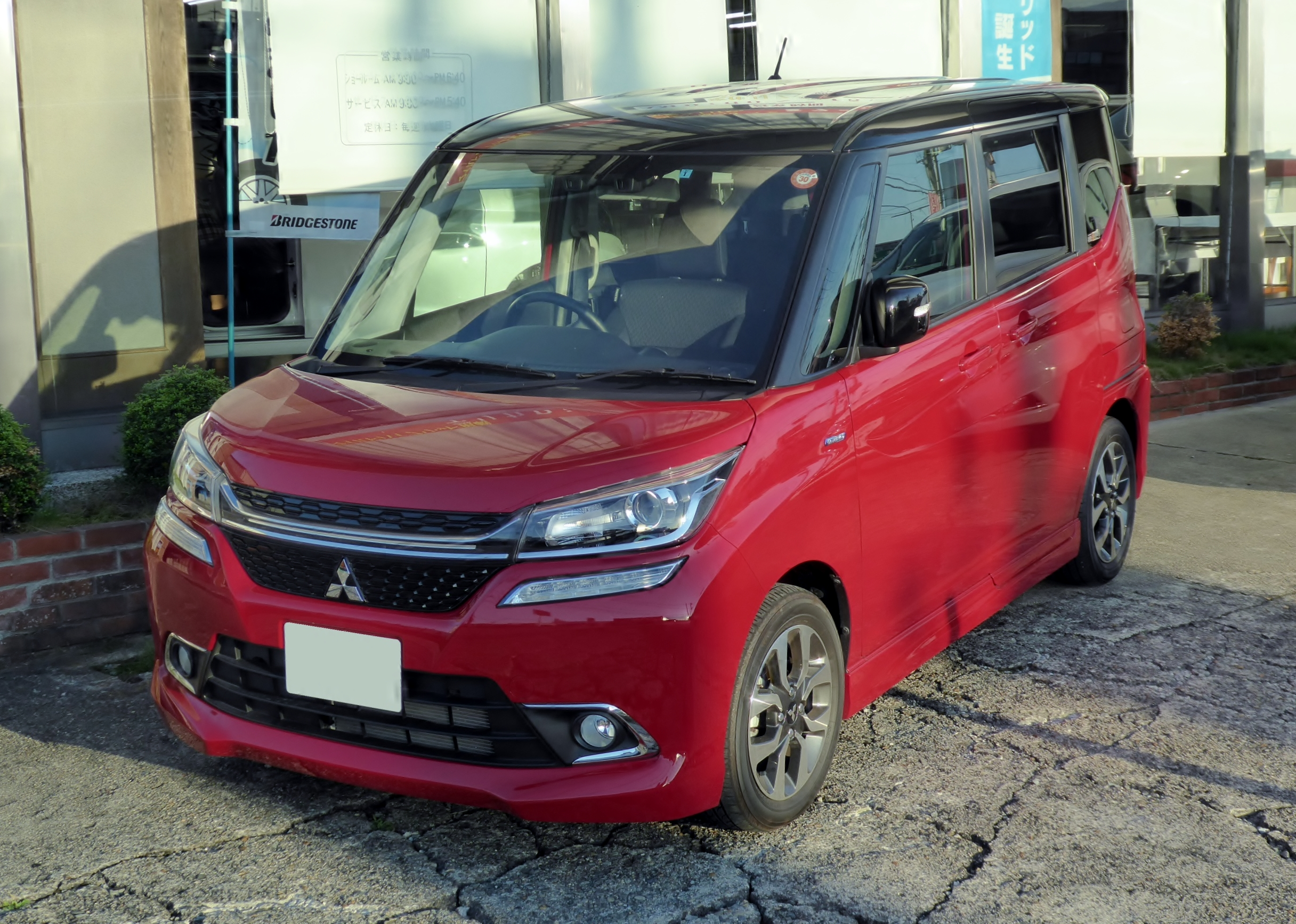
미쓰비시 델리카 D:2 커스텀 전면부
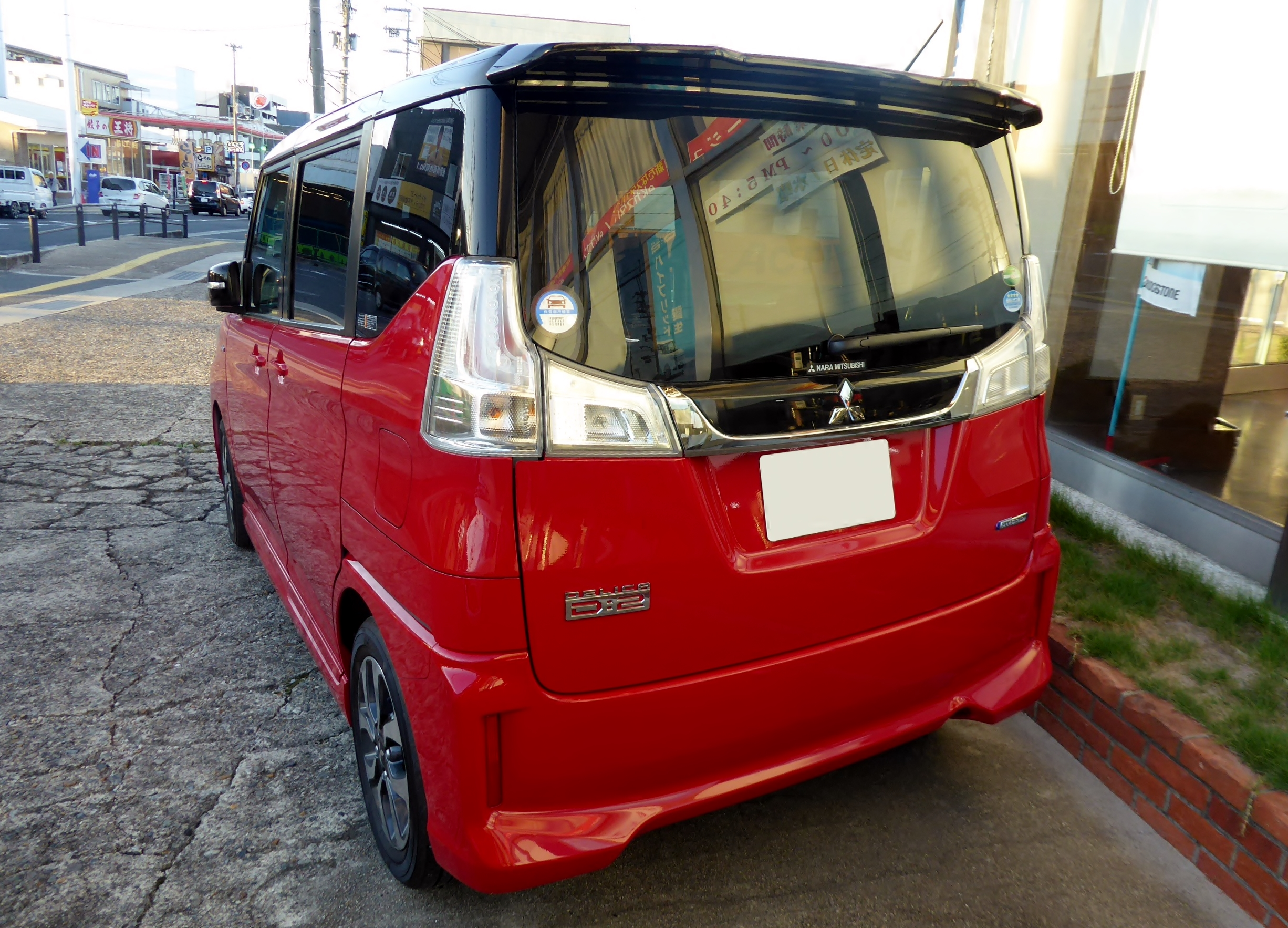
미쓰비시 델리카 D:2 커스텀 후면부

## 4세대

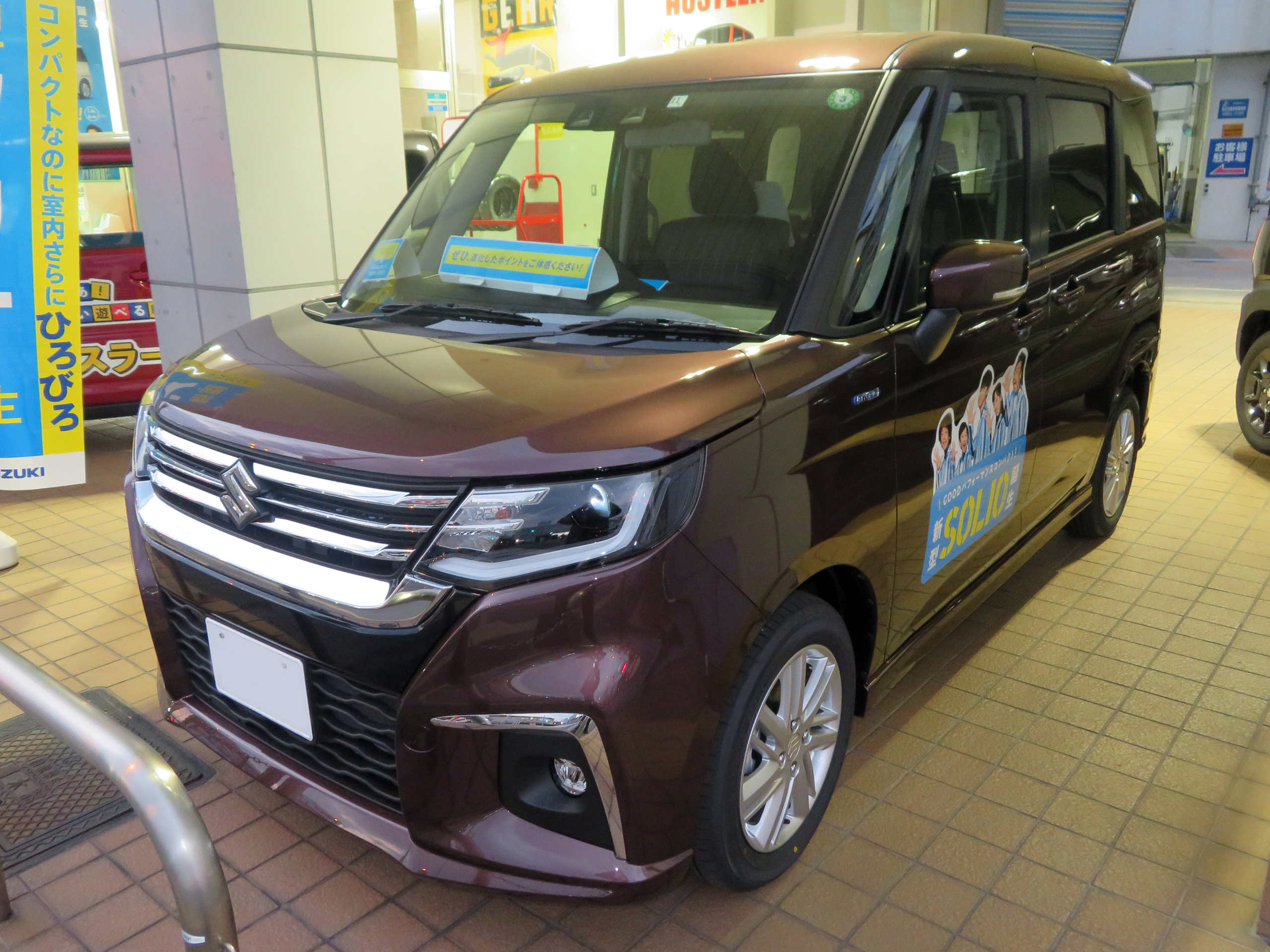
솔리오 전면부

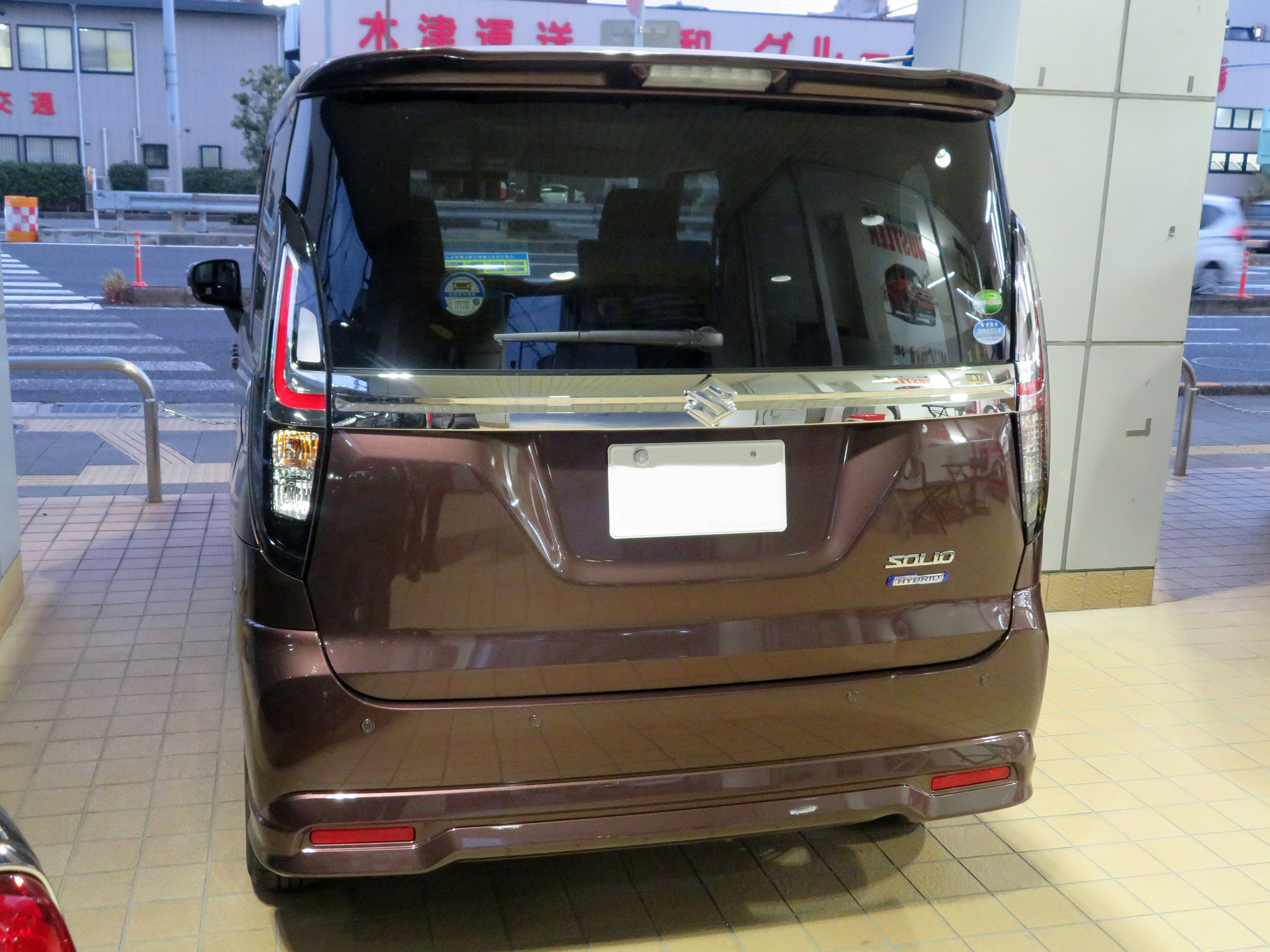
솔리오 후면부

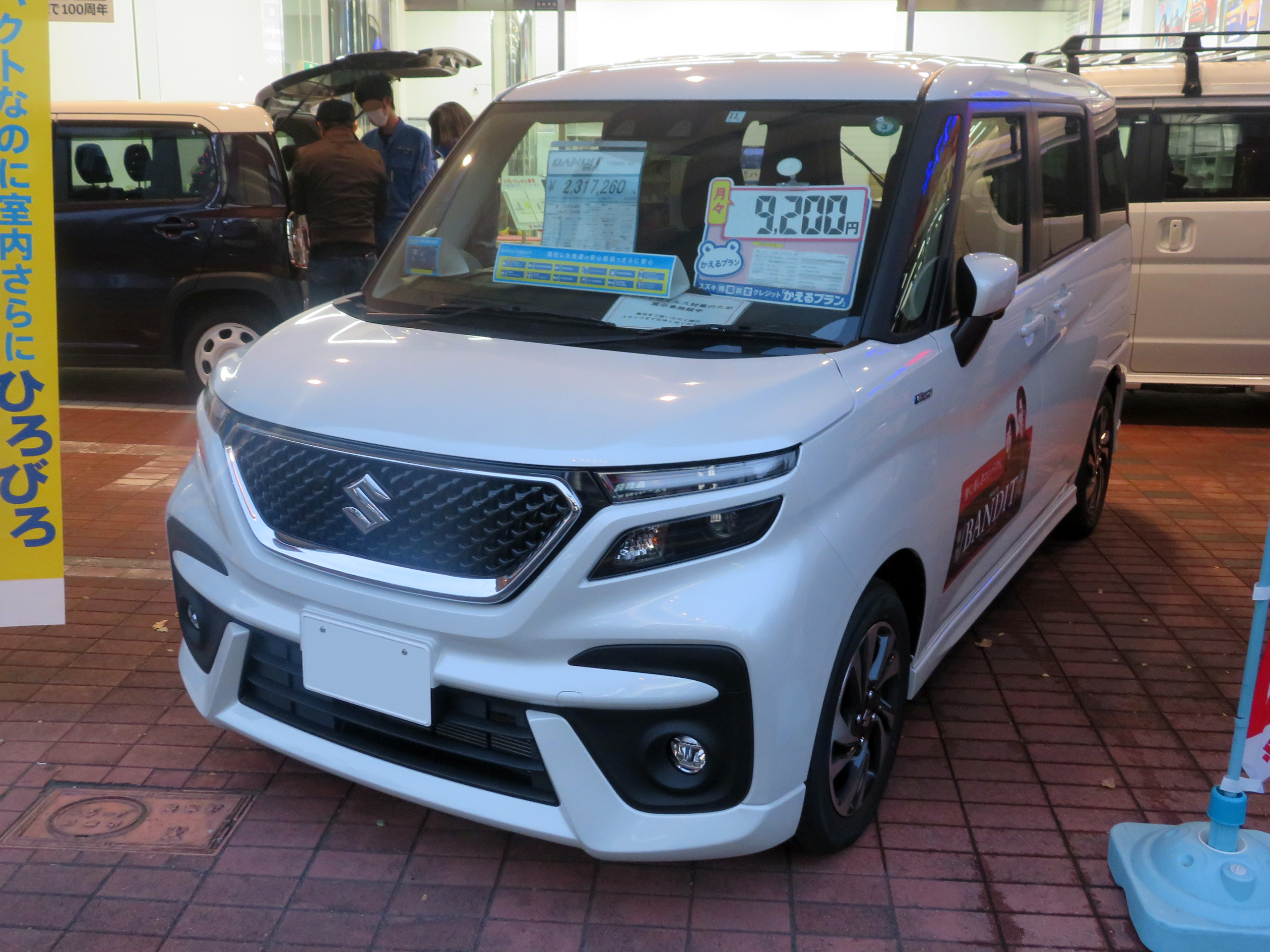
솔리오 밴딧 전면부

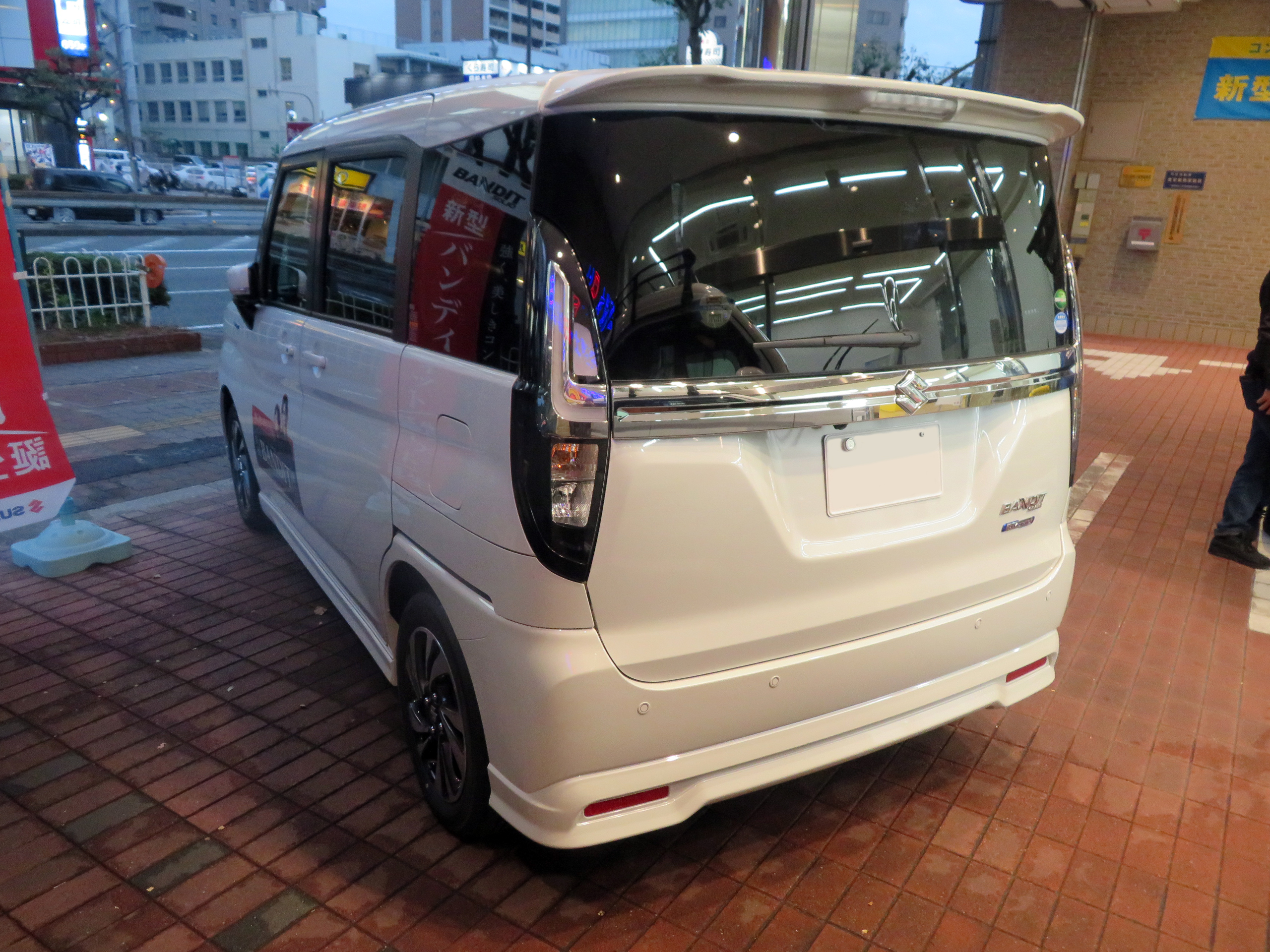
솔리오 밴딧 후면부

2020년 11월 초반부터 사전계약을 받기 시작하였고, 11월 24일에 정식으로 공개되었다. 옆부분은 기존과 같으나 전면부와 후면부, 인테리어는 크게 바뀌었다.

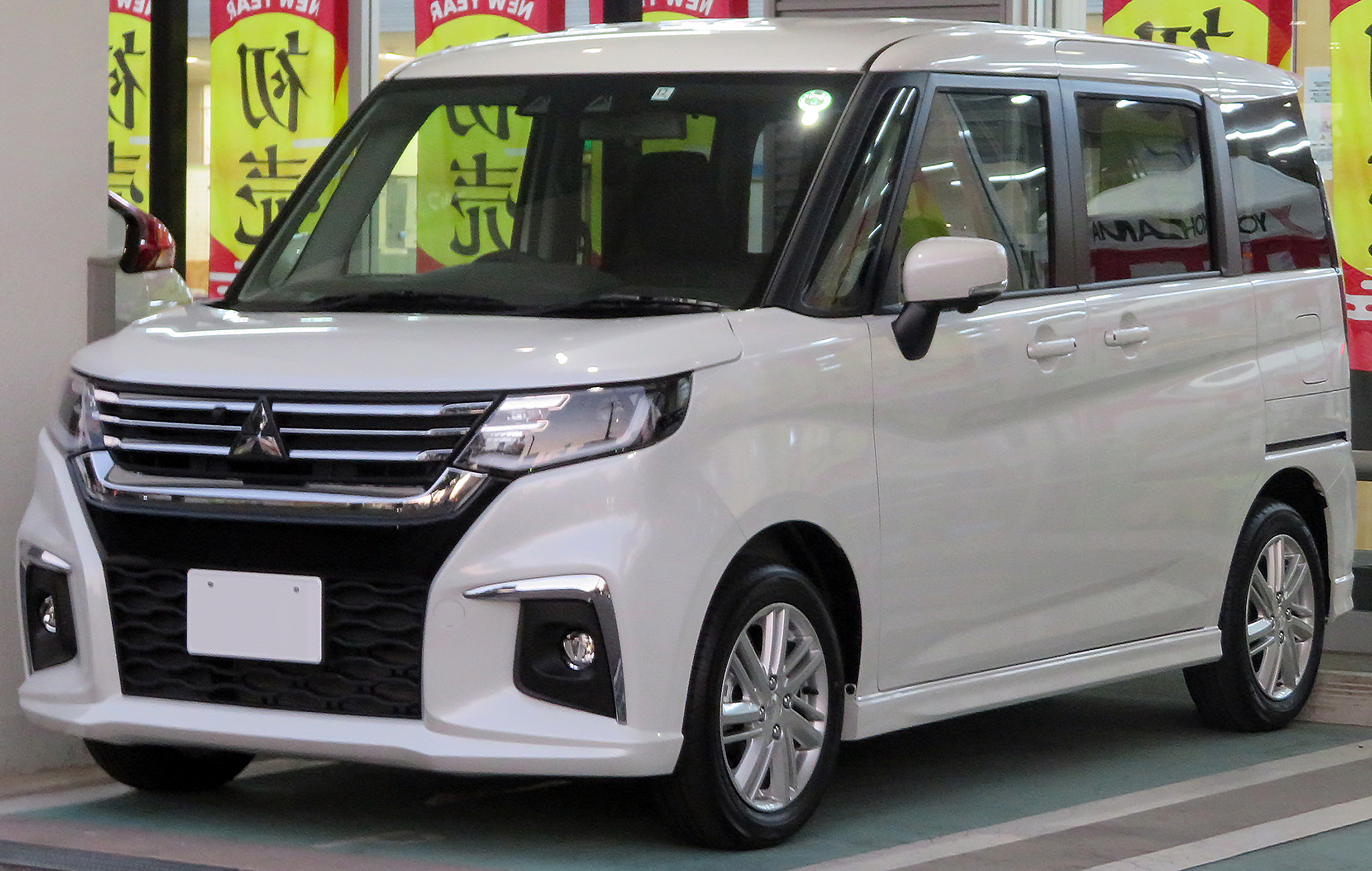
미쓰비시 델리카 D:2